# Ayacucho
Pour les articles homonymes, voir Ayacucho (homonymie).
Ayacucho (fondée sous le nom de  San Juan de la Frontera de Huamanga  le 25 abril de 1540 et  également connue sous le nom de Huamanga jusqu'au 25 février 1825) est une ville et un district du Pérou, capitale de la Province de Huamanga et du département d'Ayacucho.
Elle est située sur le versant oriental de la Cordillère des Andes à une altitude de 2 761 m et se caractérise par un climat tempéré et sec, avec du soleil toute l'année. La ville est entourée de figuiers de barbarie (Tuna).
C'est l'un des ensembles architecturaux et artistiques les plus remarquables du Pérou. Ses nombreuses églises et couvents de la période vice-royale, lui valent le surnom de « ville des églises » et son architecture, ses traditions et son art celui de « ville majestueuse ».

## Toponymie, gentilés et symboles

### Toponymes

#### Huamanga
Guaman qaqa en quechua est le nom du site de la ville actuelle, tel qu'il était connu à l'arrivée des Espagnols. Selon la tradition locale, l'Inca Viracocha s'est reposé à cet endroit lors d'une de ses campagnes et a nourri de sa main un faucon qui s'était posé sur son épaule. L'Inca se serait alors exclamé : Guaman ka, qui signifie « prend faucon ».
Plus probablement il semble que Guamanga dérive de Wáman qaqa, de wáman (faucon) et qaqa (rocher).
Lors de sa fondation par les Espagnols, le premier nom de la ville a été « San Juan de la Frontera de Huamanga », en hommage à saint Jean l'Évangéliste et au fait que la ville était alors sur la frontière entre un territoire contrôlé par les Espagnols et celui exposé aux attaques de Manco Inca.
Pendant la guerre civile entre les conquistadors, ce nom est devenu « San Juan de la Victoria de Huamanga », en raison du triomphe des armées fidèles à la couronne sur les forces rebelles de Diego de Almagro el Mozo, à la bataille de Chupas le 16 septembre 1542.

#### Ayacucho
C'est par un décret de Simón Bolívar « El Libertador » du 15 février 1825 que le nom original a été changé en Ayacucho en hommage à la victoire de l'armée des patriotes péruviens sur les troupes royalistes à la bataille d'Ayacucho dans la pampa du quinoa.
Le mot Ayacucho dérive du mot quechua aya (mort) et k'uchu (coin d'habitation) ce qui signifie étymologiquement « coin des morts ». L'expression pourrait venir de la présence d'un ensemble de restes humains retrouvés à cet endroit, peut-être à la suite de batailles que les premiers habitants ont menées contre l'Empire Inca en expansion.
La ville est désignée par de nombreux qualificatifs élogieux, tels que : Ville aux 33 églises, ville majestueuse, ville très noble et loyale, capitale de l'art et de l'artisanat populaires du Pérou, berceau de la liberté hispano-américaine, capitale religieuse du Pérou, Séville péruvienne.

### Gentilé

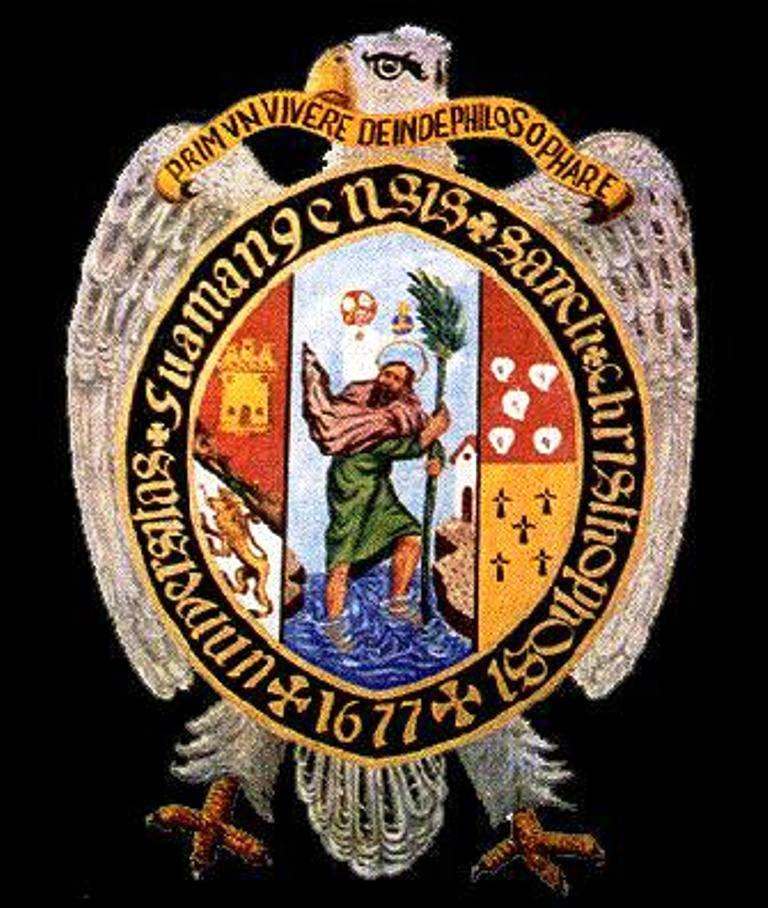
Blason de l'université nationale de San Cristobal de Huamanga (UNSCH).

Le genitlé de la Huamanga est le huamanguinos-a, précédemment écrit guamanguinos-as, comme dans les illustrations de Felipe Guamán Poma ou dans le blason de l'Université San Cristóbal de Huamanga (es).
Le gentilé officiel, n'est pas Ayacuchense contrairement à celui des villes appelées Ayacucho en Argentine, en Bolivie, en Équateur et au Venezuela. Pour la ville péruvienne, c'est des Ayacuchanos et des Ayacuchanas.
Le chroniqueur Pedro Cieza de León dans ses chroniques du Pérou, a écrit qu'à Huamanga il y avait beaucoup de pigeons sauvages, ce pourquoi la région était fréquemment visitée par les faucons pèlerins, très friands de ces oiseaux, ainsi que de volailles domestiques.
C'est ainsi que traditionnellement et affectueusement pour les autre Péruviens, un habitant d'Ayacucho ou de la province de Huamanga est un « voleur de poulet » (wallpa sua en quechua).

### Emblèmes

#### Armoiries
Les armoiries de Huamanga ont été accordées par Philippe II en 1564 à la demande de Don Juan Pantiel de Salinas, corrégidor de la municipalité. Le château d'or (jaune) sur champ d'azur (bleu) de l'écu de forme « française moderne », fait allusion à une forteresse (pukaray) qui se trouvait près de la ville et au fait qu'elle défendait la frontière avec le territoire indien.
Au-dessus de l'écu, apparait parmi les nuages, l'agneau de l'Apocalypse couché sur le « Livre aux sept sceaux » portant traditionnellement un étendard à deux pointes rouge à croix d'argent, tous symboles de Saint Jean Baptiste.
Une reproduction de l'écu de la ville, modelée en bronze, est exposée dans la salle de réunion de la municipalité provinciale de Huamanga depuis le 28 juillet 1930.

#### Drapeau et hymne
Sur fond bleu clair, le drapeau reprend en son centre les armoiries de la ville.
Pour sa part, l'hymne de Huamanga a été officiellement reconnu comme un symbole d'identité et d'identification de ses citoyens, par une ordonnance municipale du 18 avril 2013.

## Histoire

### Premiers occupants
Les vestiges historiques découverts dans les grottes de Pikimachay montrent que la région est habitée depuis 22 000 ans,. De tels vestiges ont été découverts en 1966 par l'archéologue nord-américain Richard MacNeish (en), qui, dans ses recherches pour découvrir l'origine du maïs en Amérique, est arrivé à Ayacucho et a réussi à découvrir l'une des plus anciennes preuves de la présence de l'homme en Amérique du Sud.
Pikimachay a également montré que, dans les Andes, le passage de la pierre sculptée (paléolithique) à la pierre polie (néolithique) ne suivait pas les schémas eurasiens et que le polissage de la pierre n'a pas marqué l'émergence de villages ou la découverte de l'agriculture et qu'il n'y avait pas non plus d'ère des métaux (âge du bronze, âge du fer) qui définissait la formation d'un système de pouvoir politique.

### Les Huarpas
À Ayacucho, comme dans de nombreuses régions andines, l'expérimentation agricole a imposé une organisation rigide des groupes humains. Pendant tout la période de formation des cultures agricoles régionales (entre les années 1500 et 200), Ayacucho a été le siège d'expressions originales, dont beaucoup sont encore peu étudiées. Il existe des témoignages de la première période de formation à Wichqana, que certains chercheurs associent à la phase Waira-jirca du site de Kotosh (près de Huánuco) et à Waywaqa (près d'Andahuaylas).
L'anthropologue Luis Guillermo Lumbreras (es) affirme que la première grande expression culturelle unificatrice de la région d'Ayacucho est née vers le Ier siècle et a vécu son apogée entre les IIe et Ve siècles. Ce serait la culture Huarpa (ou Warpa), dont la principale agglomération urbaine était à Ñahuinpuquio au sud de la ville actuelle d'Ayacucho.
Les Huarpas auraient élargi la surface cultivable de la région en construisant des terrasses (Lagunillas), des réservoirs (Quicapata) et des canaux (Racaypampa). On estime qu'ils parlaient la langue aru. La phase de développement ultérieur des Huarpas a coïncidé avec une forte présence dans la région de la civilisation côtière dite Nazca.

Selon Lumbreras, entre le Ve et le VIe siècle, les Huarpa serait progressivement devenu Huari. 

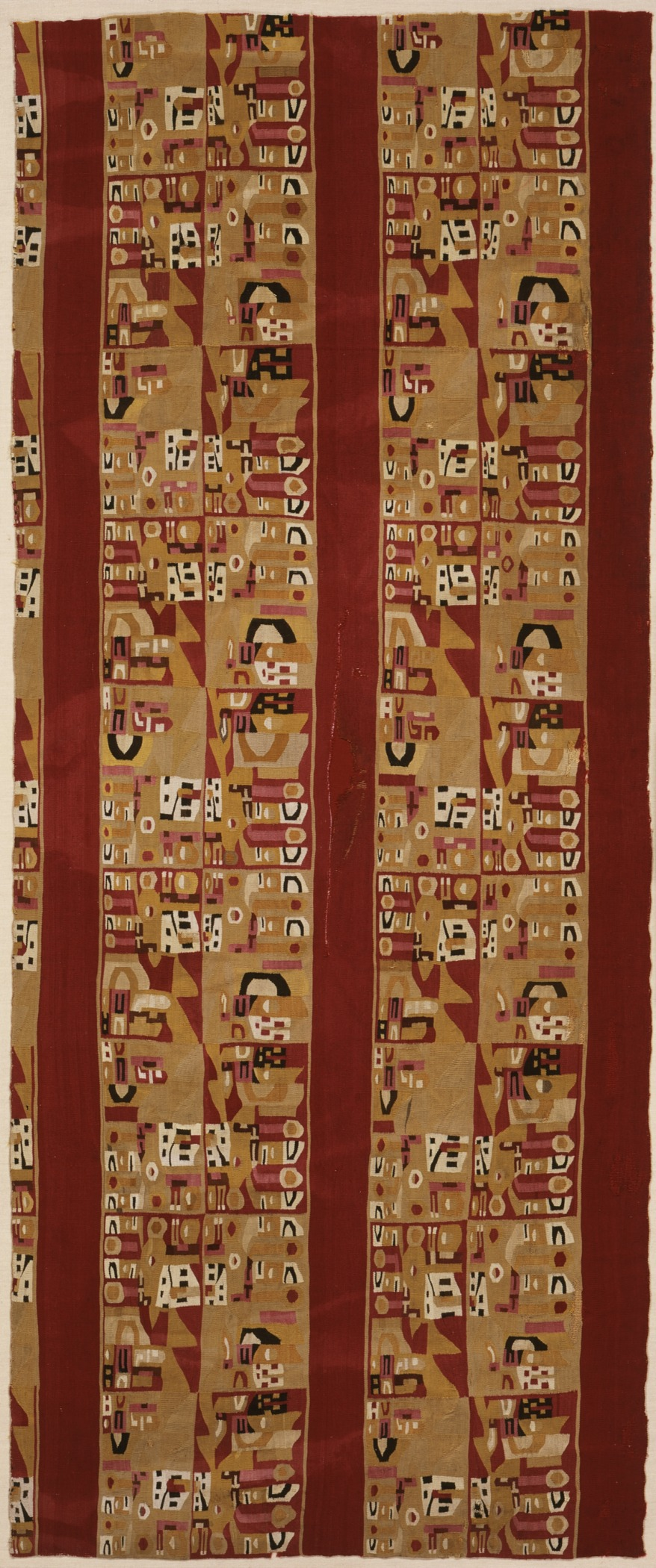
Tunique Huari.

Pour sa part, Federico Kauffmann Doig, attribue une importance décisive à la présence dans la région d'Ayacucho, vers l'an 600 de notre ère, de la culture Tiwanako, des hauts plateaux, dont l'empreinte stylistique aurait été fondamentale pour l'émergence de ce nous connaissons sous le nom de culture Huari.

### Les Huaris
La culture Huari est apparue entre les années 500 à 1100 et s'est développée à 20 km au nord-est de la ville actuelle. Cette civilisation s'est formée sur la base des cultures Huarpa, Nazca et Tiwanaku.
Ayacucho était le centre politique administratif de ce premier empire andin pré-inca, qui atteignit des niveaux de qualité élevés dans la production de céramiques, de textiles, de travail des métaux et des pierres, entre les années 1100 à 1420 après J.-C. à l'époque des Chancas.
Huari, la capitale de l'empire Huari comptait plus de 50 000 habitants et son influence s'étendait aux territoires qui correspondent aux départements actuels de Cajamarca et de Lambayeque au nord et vers ceux qui sont aujourd'hui les départements de Cuzco et Moquegua au sud.
Le modèle architectural impérial établi dans la somptueuse ville de Huari a été reproduit dans les villes huari de Pikillacta (Cuzco), Huilcahuaín et Oncopampa (Ancash), Huarihuillca (Junín), Cajamarquilla et Pachacámac (Lima).
Ayacucho doit à l'empire Huari sa plus grande splendeur artisanale de la période préhispanique. Depuis Ayacucho, s'est diffusé l'utilisation du carmin, un colorant extrait de la cochenille, et en échange Ayacucho obtenait du coton qui provenait de Chincha, du lapis-lazuli venant de Moquegua et des bois précieux d'Apurimac.
Face à l'affaiblissement de l'Empire Huari, plusieurs sociétés locales sont apparues ensuite qui acquirent du pouvoir localement, parmi lesquelles principalement les Pocras, Chancas, Willcas, Uramarcas, Atunsullas, Andamarca, Angaraes, Quinuallas. Après le XIe siècle, ces peuples que l’historiographie européenne grand public a appelé « l’empire Huari » poursuivent leur développement chacun de leur côté.
Ayacucho décline alors en abandonnant le modèle de vie urbaine pour revenir à une structure de population rurale villageoise, similaire aux phases primitives des Huarpa. Avec d'autres groupes autochtones régionaux la population est regroupée dans ce qui devient la culture Chancas, qui rivalisât avec les Incas, vînt même occuper Cuzco, avant d'être vaincue pendant le règne de Pachacutec (1400-1471) au XVe siècle.

### Les Incas

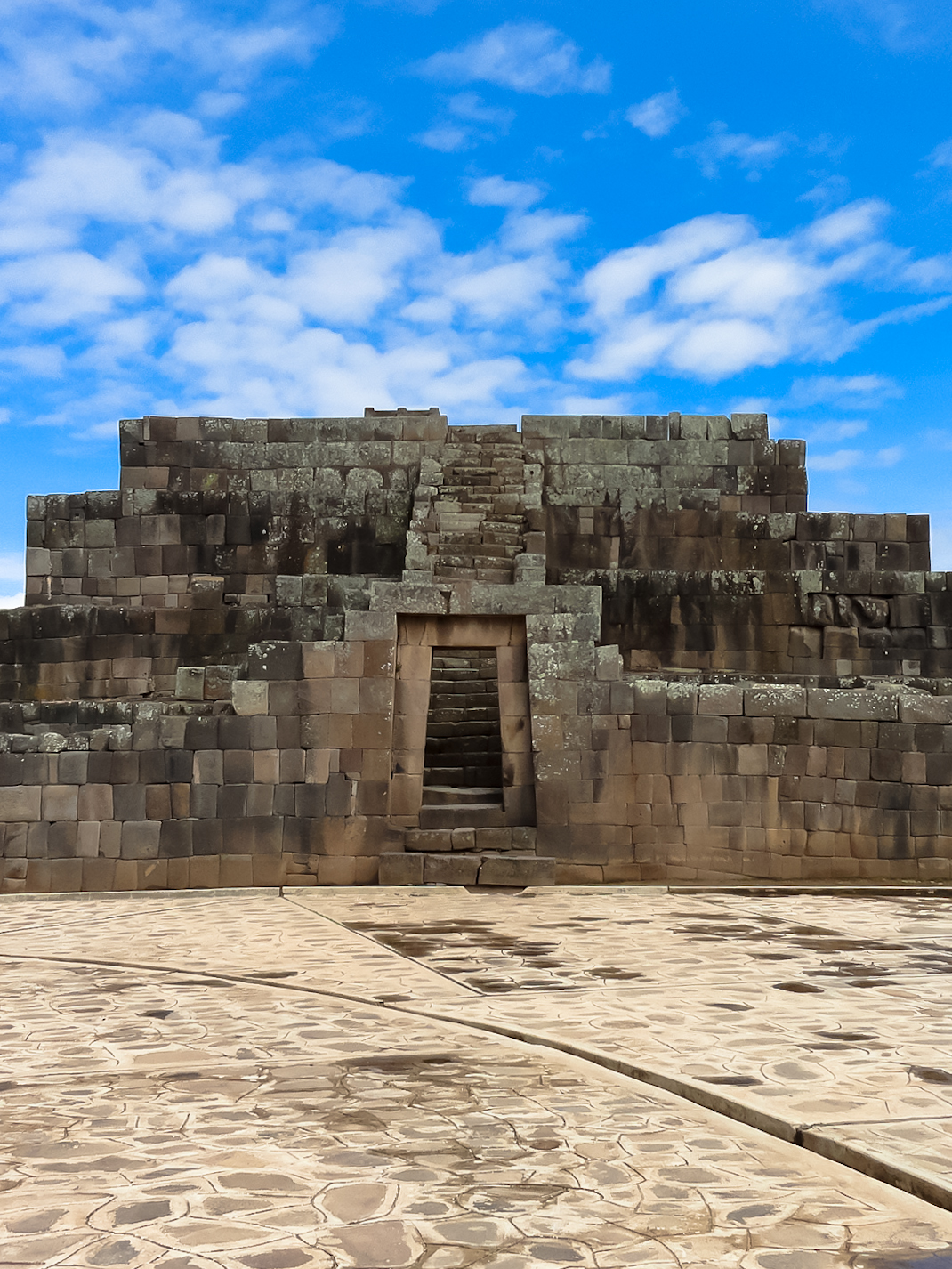
L'Ushnu de Vilcashuaman.

Au XVe siècle, la région est occupée par les Incas, après la défaite des Chancas.
Comme souvent dans leurs annexions de territoires, les Incas ont réaffirmé l'emplacement actuel de la ville en tant que centre administratif et maintenu la coalition avec les Jaujas et les Huancas, des populations de la vallée du Mantaro dans ce qui est aujourd'hui la région de Junín.
Ils ont également appliqué leur politique de mitimaes, déplaçant très peu de populations indigènes vers d'autres endroits, mais repeuplant Ayacucho avec des groupes ethniques et des peuples déplacés depuis d'autres régions de l'empire.
Ils ont également appliqués leur politique religieuse, en érigeant dans la région le centre administratif et religieux de Vilcashuaman. Très important, il comprend un ushnu (pyramide cérémonielle), une huaca del sol y de la luna (temple du soleil et de la lune), un acllahuasi (palais des vierges choisies) et une place centrale. La distribution de la ville aurait été conçu de telle manière que l'ensemble forme le dessin d'un faucon (guamán). Sa construction est attribuée à l'Inca Tupac Yupanqui (1441-1493).
À partir de 1532, avec l'arrivée des Espagnols, dans la région d'Ayacucho a débuté un processus de guerre contre l'occupation hispanique, qui a duré environ jusqu'en 1537.

### Époque vice-royale
La fondation de la ville de Huamanga par les conquistadors Espagnols obéit à trois raisons principales:
- Premièrement, protéger l'État vice-royal naissant du danger posé par les troupes rebelles de Manco Inca (1512-1544) qui à partir de 1536 caché sur le territoire du peuple Anti, harcelle les Espagnols depuis sa base de Cocha, dans le district d'Iguaín de la province de Huanta.
- La deuxième raison était due aux désaccords entre les Espagnols qui voulaient plus de parcelles et de terres, prétentions repoussées par l'officier Vasco de Guevara et l'avocat Antonio de la Gama (es) au nom de Francisco Pizarro.
- La troisième et principale raison était due au besoin d'une ville étape sur la longue route (plusieurs semaines à l'époque) entre Lima et Cuzco.

Toutes ces motivations étant liées à un seul problème pour les Espagnols; contrôler et sécuriser ce territoire récemment conquis.

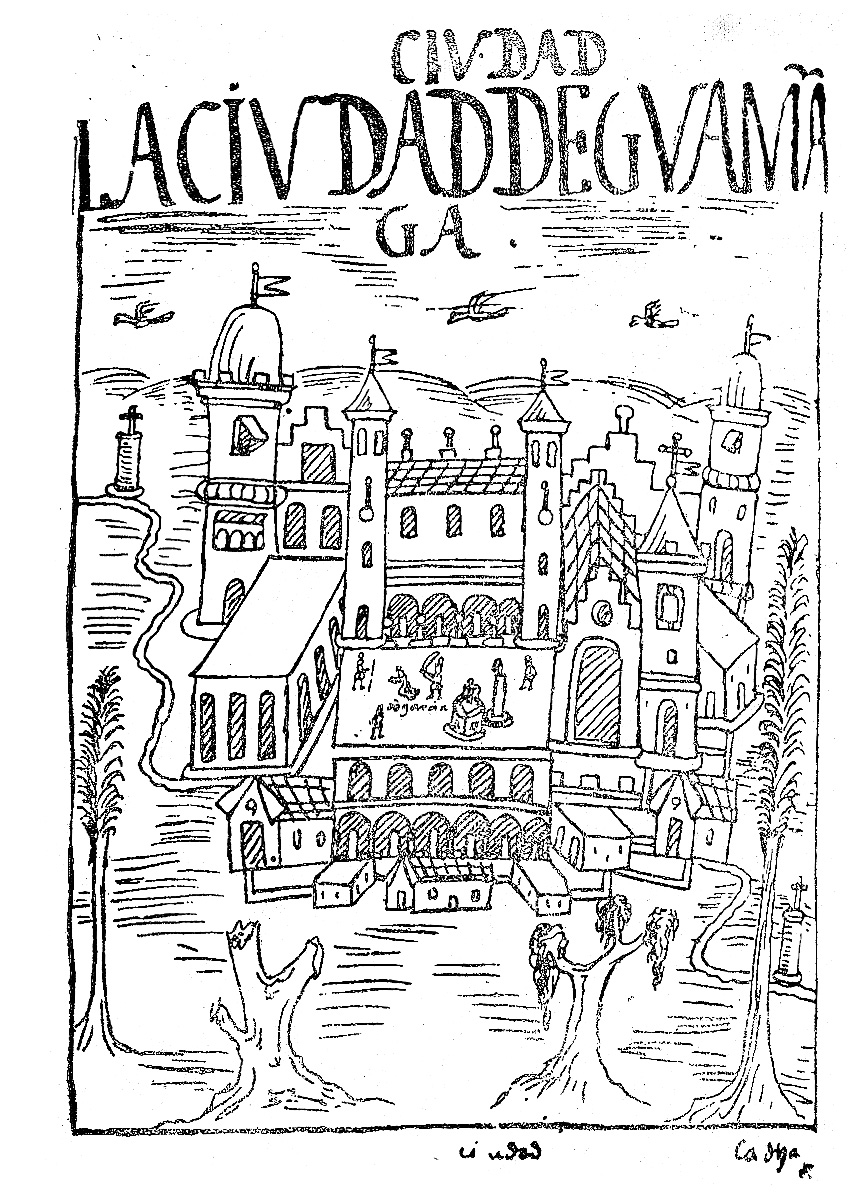
Huamanga, selon Felipe Guamán Poma de Ayala. L'église avec ses portails est dans le prolongement de la place avec deux clochers aux extrémités. Il semble qu'il ait voulu symboliser une ville avec de nombreuses églises, en plaçant cinq clochers dans son dessin.

#### Première fondation
Ainsi, le 29 janvier 1539, Francisco Pizarro, accompagné à cette occasion de l'avocat Antonio de Carbajal et du prêtre Juan de Sosa, procède à la première fondation de la ville (alors appelée Huamanga), en la nommant « San Juan de la Frontera ».
Pizarro nomme ensuite Francisco de Cárdenas comme premier lieutenant-gouverneur, qui transmet le poste au capitaine Vasco de Guevara. La ville à cette époque, n'avait que 40 résidents espagnols.
Lorsqu'un nouveau lieutenant-gouverneur, Vasco de Guevara, est nommé, celui-ci après analyse des plaintes des habitants, constate que l'endroit où les colons se sont installés est un endroit « froid, pluvieux, brumeux » et stratégiquement inadapté à l'objectif de préserver la sécurité des déplacements entre la capitale de l'empire Inca et la « Cité des Rois ». Face à ce constat, il décide de convoquer les principaux habitants et le clergé à un conseil. Le 1er avril 1540, un accord est conclu afin de déplacer la ville vers un lieu plus sain et approprié.

#### Seconde fondation
La ville est transférée à l'endroit appelé Pacora ou Pocora, hispanisé en Pukaray où le 25 avril 1540, le lieutenant-gouverneur Vasco de Guevara refonde, avec l'assentiment de Pizarro, la ville de San Juan de la Frontera à Huamanga.
C'est la raison pour laquelle Vasco de Guevara est considéré comme le deuxième fondateur de Huamanga. La ville fut reconnue comme telle par la couronne espagnole le 17 mai 1544.
Bien plus tard en 1816, elle recevra son blason à la demande du député aux Cortes de Cadix, Don José de Mujica.
En 1586, deux citoyens, Pedro de Rivera et Antonio de Chávez, sont chargés d'évaluer les ressources de la région, conformément à une ordonnance vice-royale. Ils ont donné ce témoignage écrit de ce qu'était la ville :

« Cette ville a un climat si modéré qu'elle n'est ni froide ni chaude. Il est si doux que, ni en été, ni en hiver, ni la chaleur, ni le froid n'y sont rigoureux. La forme de ses maisons est comme celles d'Espagne, avec ses pièces hautes et basses et grandes et larges, avec ses patios et couloirs, ses vergers et corrals ... et son eau d'irrigation qui passe par un canal principal et est distribuée aux maisons selon leur besoin ... La ville est petite avec de larges rues et sa grande place carrée; les rues la divisent en blocs ... Il y a deux paroisses d'Indiens employés pour le service de la ville et d'autres serfs à proximité appelés yanaconas. Certains d'entre eux sont libres et ont leurs propres prêtres, un dans chaque paroisse. Il y a vingt cinq encomiendas dans le voisinage utilisant des Indiens et cinquante autres avec des maisons mais pas d'Indiens. En temps normal, il y a cent cinquante Espagnols dans la ville. »

Lors de sa fondation la ville de Huamanga a été organisée sur le modèle des villes espagnoles; en sept parties (Las Siete Partidas), avec au centre sa Plaza Mayor en l'honneur de Sainte Anne (Santa Ana) plus tard appelée Plaza Jerusalen. Avec de l'eau en abondance et de bonnes terres, les parcelles ont été remises à ses premiers fondateurs, des conquistadors qui avaient pour la plupart participé à la capture de l'Inca Atahualpa (1500-1533) à Cajamarca.

Peu à peu, le centre historique se déplace des quartiers de Santa Ana et de Puca Cruz vers celui de la Plaza Mayor, qu'il occupe aujourd'hui, place qui sera embellie par la construction d'arcades dans les premières décennies du XVIIIe siècle.

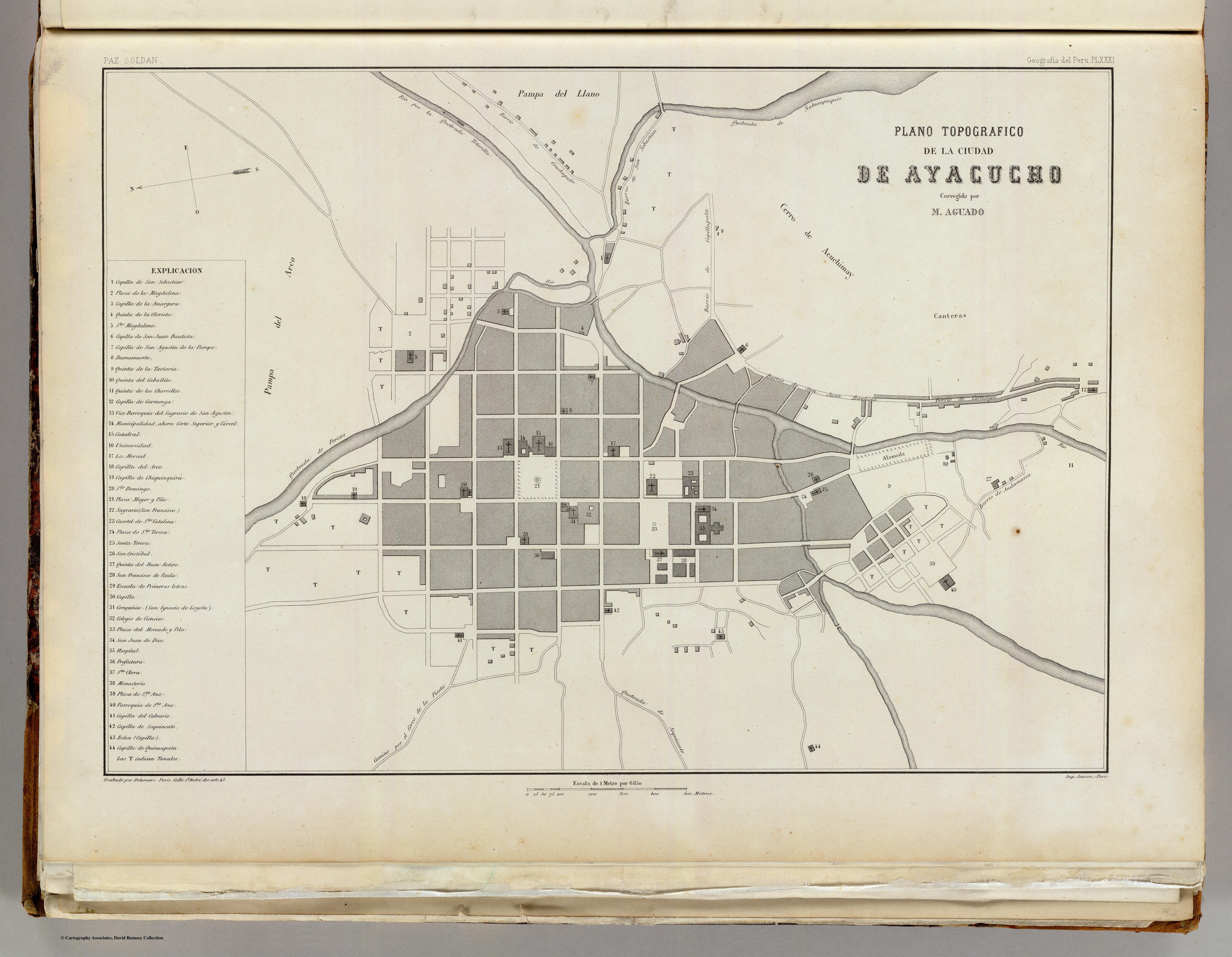
Carte d'Ayacucho, 1865.

Après sa refondation et son transfert, la ville a connu une croissance remarquable, notamment ecclésiale. La petite église initiale de Huamanga qui a été agrandie en 1540, desservaient trois paroisses : celle d'El Sagrario, qui était espagnole et celles de Santa Ana ou Hanan Parroquia (paroisse du haut) et de Santa María Magdalena ou Uray Parroquia (paroisse du bas) qui étaient « indigènes ».
Les premières missions jésuites se sont implantées dans la région dans les années 1580 et y ont établi leur couvent au début du XVIIIe siècle établissant l'une des plus importantes entreprises socio-économiques de la région, jusqu'à leur expulsion en 1767.
L'exploitation minière était un pôle organisateur historique de la vie économique régionale à l'époque coloniale. Le centre minier qui se démarque le plus à cette époque (XVIe et XVIIe siècles) est la mine de mercure de Santa Bárbara (Huancavelica), période où le circuit commercial qui dépend d'elle gagne en importance. Le centre administratif et commercial associé était situé à Huamanga, qui était la plaque tournante de toutes les routes commerciales.
Une autre activité économique importante pendant l'époque colonie était les obrajes, qui peuvent se traduire par « fabriques ». Ces ateliers ou petites usines de tissage produisaient des tissus grossiers et des tissus destinés à la consommation des ouvriers, en utilisant la main-d'œuvre indigène.
La présence de tisserands est attestée depuis le début du XVIIe siècle dans les quartiers indigènes et métis de Huamanga, et même dans le quartier Carmen Alto, l'un des plus traditionnels de la ville. À partir de ce cadre artisanal et commercial, la ville de Huamanga a ainsi acquis le profil d'une ville manufacturière, évoluant sans cesse.
Huamanga est aussi devenue un grand centre commercial en raison de sa situation géographique. C'était un passage obligatoire pour les voyageurs et les marchands qui, de Lima ou de Huancavelica, se dirigeaient vers Cuzco et le Haut-Pérou, ce qui a donné une grande importance à la cité, pendant une grande partie de la période vice-royale.
Cette situation s'est traduite par une architecture particulière, basée sur la pierre au rez-de-chaussée avec un deuxième niveau en bois, sur une foi religieuse profondément enracinée exprimée dans plus de 30 églises, plusieurs couvents et cloîtres qui lui ont valu le surnom de « ville aux 33 églises ».
Les demeures seigneuriales sont les plus représentatives de l'architecture civile de cette période à Huamanga. Ils sont situés, comme les églises, dans le noyau central de la ville: autour de la place principale et de quelques rues adjacentes. En ce qui concerne sa conception et la distribution des pièces, le « manoir » du noble huamanguino est inspiré de l'habitation de la classe supérieure castillane, bien que certains éléments parviennent à lui donner la personnalité et l'accent du baroque andin du XVIIIe siècle.
La présence de l'Église est importante, surtout à partir de 1609, lorsque l'évêché de Huamanga a été créé, démembrant la juridiction de Cuzco.
En 1615, Fray Agustín de Carvajal devient le premier évêque de Huamanga. En 1632, l'évêque Francisco Verdugo prend ses fonctions et commence la construction de la cathédrale, consacrée seulement en 1672 par le célèbre évêque Cristóbal de Castilla y Zamora (es). Tous deux seront les évêques les plus importants de «l'âge d'or» de l'Église catholique de Huamanga.
Le 3 juillet 1677, sous l'impulsion de Cristóbal de Castilla y Zamora, est fondée l'Université nationale de San Cristóbal de Huamanga, fondation approuvée le 21 décembre 1680 par le roi d'Espagne Charles II.

### Époque républicaine

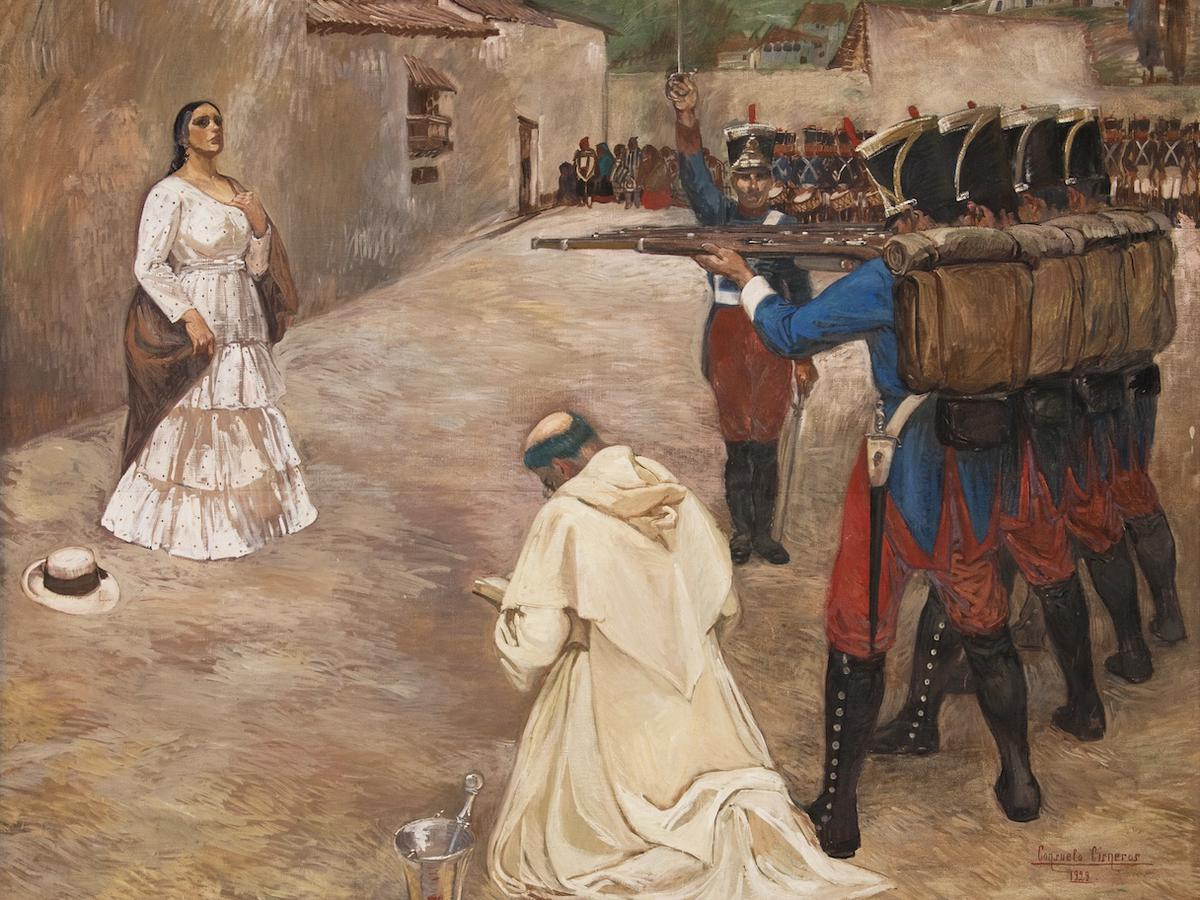
L'exécution de Maria Parado de Bellido - Peinture de Consuelo Cisneros, 1929

Aux derniers jours de la vice-royauté du Pérou, les habitants d'Ayacucho ont activement pris à leur compte les idées d'indépendance. Quelques figures se distinguent par leurs actions, tels que Basilio Auqui (es) (1750-1822), chef des morochucos (les vachers des Andes péruviennes), la paysanne (peut-être mythique) Ventura Ccalamaqui (es) et l'héroïne María Parado de Bellido (1761 ou 1777-1822), entre autres.
Cependant, malgré ses héros et héroïnes, Huamanga a continué d'être un centre militaire de l'armée royaliste, d'où partaient les expéditions sous le commandement de José Manuel de Goyeneche (1776-1846), qui en 1810 visaient à mettre fin aux révolutions du Haut-Pérou.
Dans le contexte de la rébellion de Cuzco (1814), les frères Angulo (es) - Vicente, José, Mariano et Juan - prennent la tête du quartier général des révolutionnaires et envoient une deuxième expédition militaire à Huamanga. L'occupation de la ville a lieu le 20 septembre 1814, sous le commandement de l'Argentin Manuel Hurtado de Mendoza (es) et ses lieutenants, le prêtre José Gabriel BéjarJosé Gabriel Béjar (es) et Mariano Angulo. Leurs forces s'emparent aussi pacifiquement de Huancayo.
Le vice-roi José de Abascal (1743-1821) envoie alors des troupes bien équipées et disciplinées de Lima, sous le commandement du colonel Vicente González, troupes renforcées par des milices de la ville de Huanta (distante de 25 km) restée fidèle à la couronne espagnole.

La bataille de Huanta commence le 30 septembre 1814 et les actions durent trois jours, après quoi les patriotes se retirent de Huamanga. Ils se réorganisent à Andahuaylas et retournent affronter les royalistes le 27 janvier 1815, à la bataille de Matara, où ils sont de nouveau vaincus.

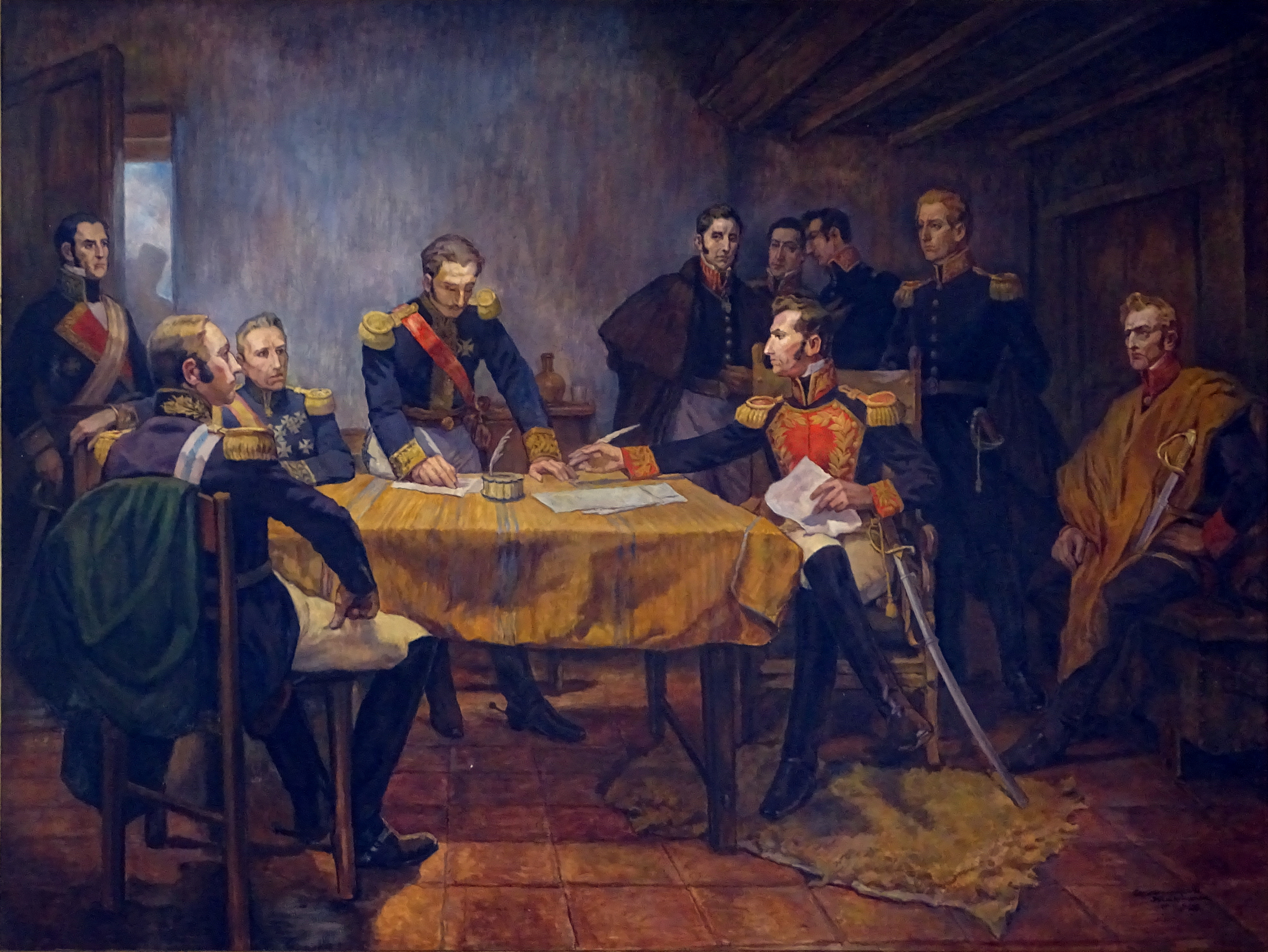
Capitulation d'Ayacucho, où l'indépendance de l'Amérique a été consolidée.

En 1820, le général argentin Juan Antonio Álvarez de Arenales (1770-1831) de l'armée des Andes, selon les instructions de José de San Martín (1778-1850), arrive à Huamanga pendant la campagne dite intermédiaire, qui cherchait à attaquer Lima en traversant les Andes, tandis que San Martín faisait de même en longeant la côte.
C'est ainsi, qu'Arenales déclara l'indépendance de la ville à Huamanga le 1er novembre 1820, tandis que le conflit s'étendait à tout le pays.
Enfin, le 9 décembre 1824 eut lieu la « bataille d'Ayacucho », menée près de Huamanga dans la pampa de la ville voisine de Quinua. L'armée de libération est composée de 5 700 hommes commandés par le maréchal vénézuélien Antonio José de Sucre (1795-1830) s'oppose aux 9 000 soldats de l'armée royaliste commandée par le vice-roi La Serna (1770-1832). La bataille ne dure que deux heures. Les troupes du vice-roi subissent 1 800 morts et blessés, alors que celles de Sucre comptent 310 morts et 609 blessés. Plus de 2 000 combattants royalistes sont faits prisonniers, y compris le vice-roi et son état major avec un butin important. Blessé, de La Serna signe avec de Sucre la « capitulation d'Ayacucho ». Il est démis de son poste de vice-roi le lendemain de la bataille. Cette capitulation militaire de l'armée royaliste consolide l'indépendance du Pérou déclarée trois ans plus tôt par José de San Martín (qui sera effective le 28 juillet 1821) et des colonies espagnoles d'Amérique du Sud. Il faudra ensuite régler le problème du partage.
Un obélisque blanc de 44 m de haut se dresse sur les lieux et chaque année au jour anniversaire une reconstitution de la bataille a lieu.
Le 15 février 1825, un décret de Simón Bolívar (1783-1830) - alors chef suprême investi des pleins pouvoirs - stipule que le nom original de la ville de Huamanga est désormais changé en Ayacucho en hommage à la victoire remportée lors de la bataille d'Ayacucho.
En l'honneur de la ville et de la bataille pour l'indépendance qui s'est déroulée sur son sol, les pays andins d'Argentine, de Bolivie, de Colombie, d'Équateur et du Venezuela ont chacun baptisé une ville, un quartier ou une région « Ayacucho » et il y a même un cratère d'impact sur la planète Mars qui porte ce nom.

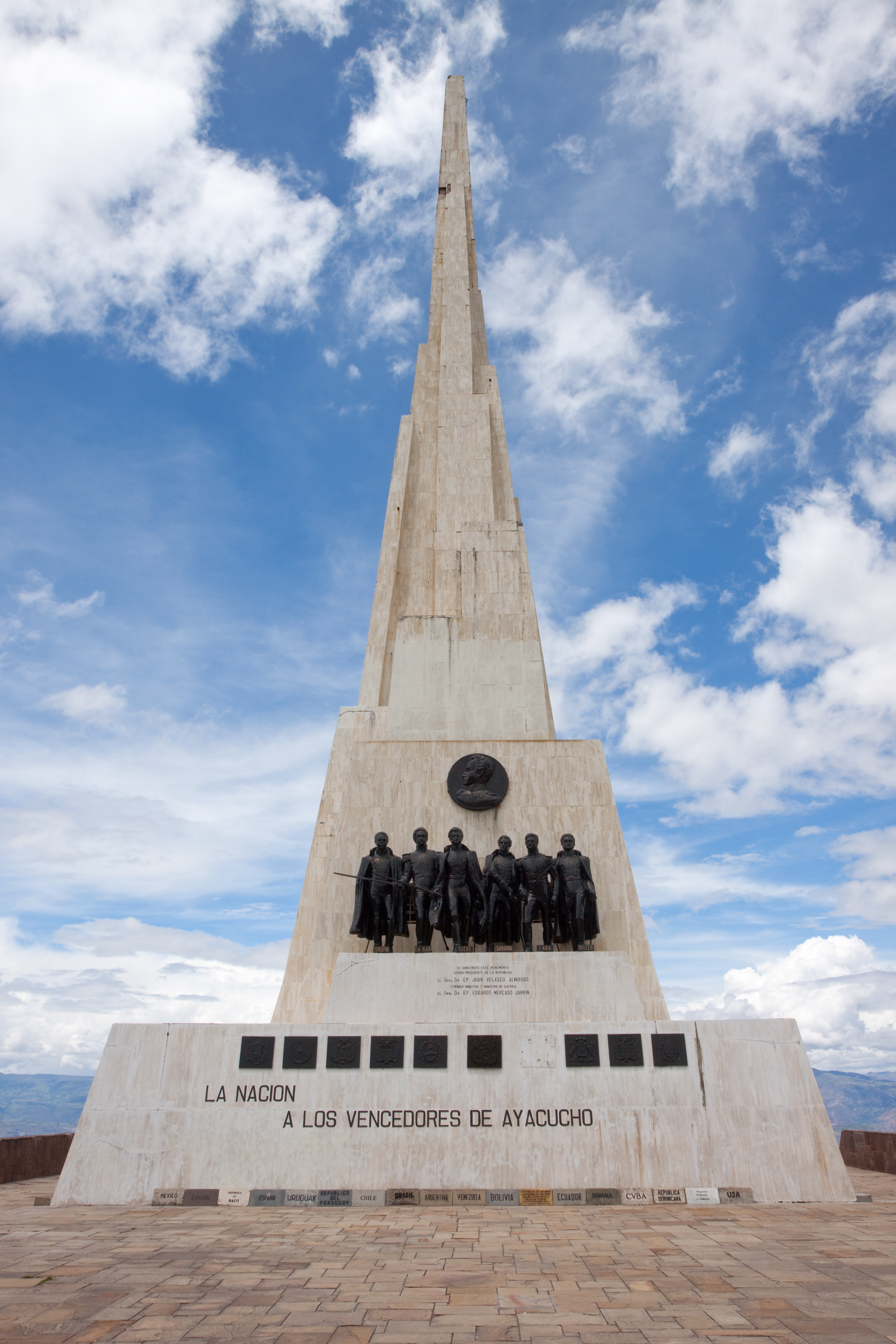
Obélisque aux vainqueurs d'Ayacucho.

#### AuXIXesiècle
Des problèmes politiques et économiques conduisent à la fermeture de l'université d'Ayacucho en 1876, ainsi que d'autres universités dans le pays telles que celles de Trujillo et Puno. Les citoyens protestent contre cette fermeture et manifestent pour exiger du gouvernement de réorganiser et de rouvrir l'Université.
Dans la guerre avec le Chili (1879-1883), la remise des ressources dont Ayacucho disposait au maréchal Andrés Avelino Cáceres (1833-1923) - d'ailleurs originaire de la ville - lui permit de commencer ses campagnes contre l'armée d'invasion.

#### AuXXesiècle

##### À la recherche d'une identité
Un discours régionaliste a commencé à prendre forme dans les années 1920 et 1930 à Ayacucho, causé par l'expansion du jeune État péruvien et par l'exemple de l'intelligentsia de Cuzco, qui revendiquait un rôle de leadership culturel en raison de son identification avec les Incas. Les Ayacuchanos étaient toutefois confrontés à certaines difficultés pour suivre l'exemple des cusquéniens, car leur ville n'a pas un héritage précolombien aussi évident et riche que celui de la capitale du Tahuantinsuyu. Ils avaient donc quelques réticences à s'identifier à la culture inca. Il en était de même vis-à-vis de la culture Huari car le site archéologique voisin de Huari - qui ne commence à être étudié que dans les années 1930 -  appartenait également à une civilisation qui a peu marqué la région.
L'intelligentsia d'Ayacucho a donc préféré se tourner principalement vers la mise en valeur de son passé colonial, de son histoire au XIXe siècle et de son folklore. Ce projet a débuté par la création en 1934 du Centre Culturel Ayacucho, qui a publié le magazine « Huamanga ». Le groupe qui s'est formé autour de cet organisme était socialement conservateur et clérical - il prônait le développement régional et l'amélioration de la situation des Indiens, mais il rejetait les programmes révolutionnaires des nouveaux mouvements politiques, en particulier l'aprisme.
En 1940, la population d'Ayacucho était de 18 275 habitants, ce qui en faisait l'une des plus grandes villes de la sierra, surpassée seulement par Huancayo (28 679), Cuzco (45 158) et Arequipa (79 185).
L'étude du folklore régional est devenue un projet clé pour l'intelligentsia d'Ayacucho, qui a produit les principaux folkloristes péruviens du milieu du XXe siècle, parmi lesquels Víctor Navarro del Águila et Efraín Morote Best (es) (1921-1989). L'étude de la musique, des festivités, des croyances et des rituels populaires a permis de définir une identité régionale (« l'âme Ayacucho »), et a également été considérée comme un outil clé de l'éducation. C'était une époque d'affleurement d'expressions artistiques et culturelles telles que le théâtre, la musique, l'artisanat et les traditions d'Ayacucho.
Cette émergence de l'identité Huamanguina a été renforcée en 1957 par la réouverture de l'Université nationale de San Cristóbal de Huamanga. Ce fait s’est produit dans un contexte d’influences culturelles extérieures croissantes (provenant d’autres régions du pays et de l’étranger) qui, croyait-on, supplantaient le répertoire local. Les intellectuels Ayacucho se sont définis comme des érudits et des gardiens, non pas d'une culture précolombienne, mais de la culture vivante du peuple Ayacucho.

##### Le berceau du «Sentier lumineux»
Cette recherche d'une identité régionale s'est atténuée au cours des années 1980, car la région a été gravement affectée par divers problèmes agricoles et par le phénomène de migration résultant des violences politiques et sociales. Cette violence a été générée par le groupe maoïste terroriste Sentier lumineux, qui a coûté la vie à des milliers d'Ayacuchanos dans ses tentatives de prendre le pouvoir au Pérou par les armes. Ce groupe d'obédience communiste avait été fondé à la fin des années 1960 par le professeur de philosophie Abimael Guzmán qui avait établi une base à l'Université nationale de San Cristóbal de Huamanga (poste où il avait été nommé par Efraín Morote Best).
Ayacucho a été le département péruvien le plus touché par les agissements du Sentier lumineux et les exactions en représailles des escadrons spéciaux de l'armée : plus de 10 000 paysans assassinés, 3 000 disparus, 50 000 orphelins et 170 000 personnes déplacées. 35 % de la population de la ville a été directement et personnellement touchée et meurtrie. En cause, les attentats, assassinats et attaques armées menées par la guérilla mais surtout la politique de « terre brûlée » mise en œuvre par l’armée pour détruire toute base d’appui aux insurgés. Une stratégie qui a surtout touché la population civile.
La capture de Guzmán en 1992 conduit à l'effondrement du mouvement et à son éclatement en factions. Par la suite, le Sentier lumineux a perdu peu à peu ses appuis à la suite de ses exactions et a fini défait par les rondas campesinas, organisations d'autodéfense paysannes. Mais ses guérilleros sévissaient encore sporadiquement en 2018 dans d'autres régions du Pérou.
À partir de 1994, Ayacucho a surmonté ces problèmes et redevient l'un des endroits les plus attrayants du pays.
En décembre 2022, ont lieu des affrontements d'une grande violence, au moins 11 personnes ont été tués et 61 autres ont été blessées au cours de l'événement, qui oppose les populations à l'armée péruvienne.

Vues historiques d'Ayacucho.
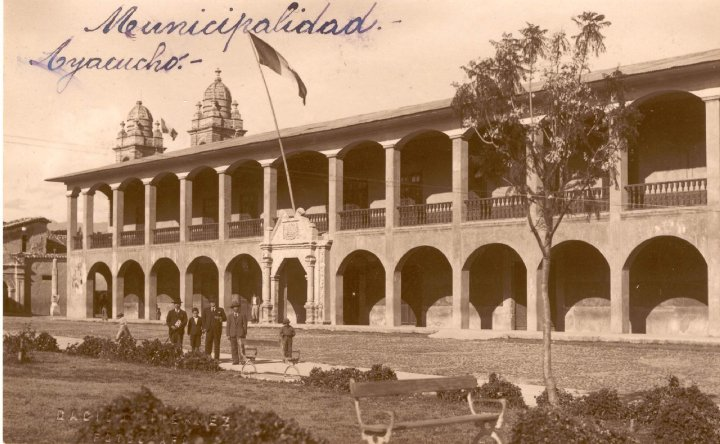
L'hôtel de ville.
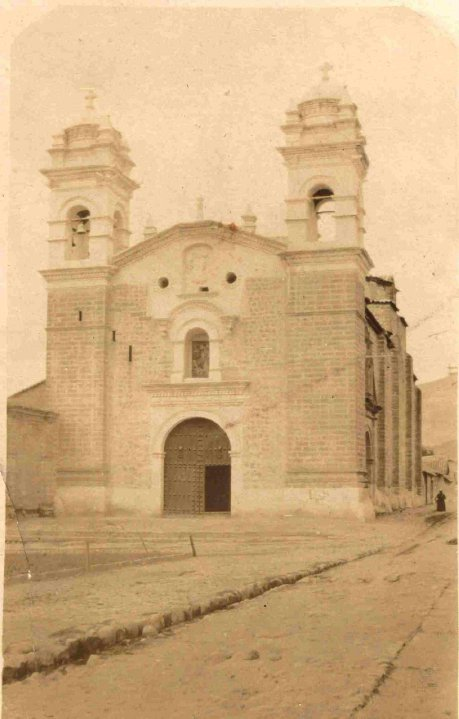
L'église San Agustín.
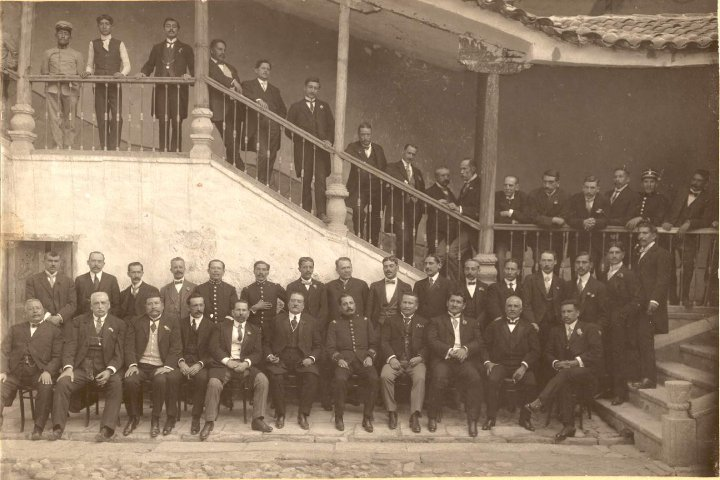
L'intelligentsia ayacuchana.
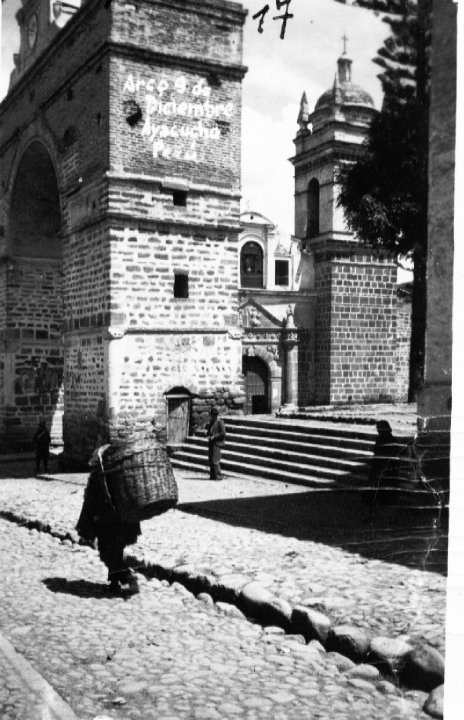
"L'arc de triomphe".
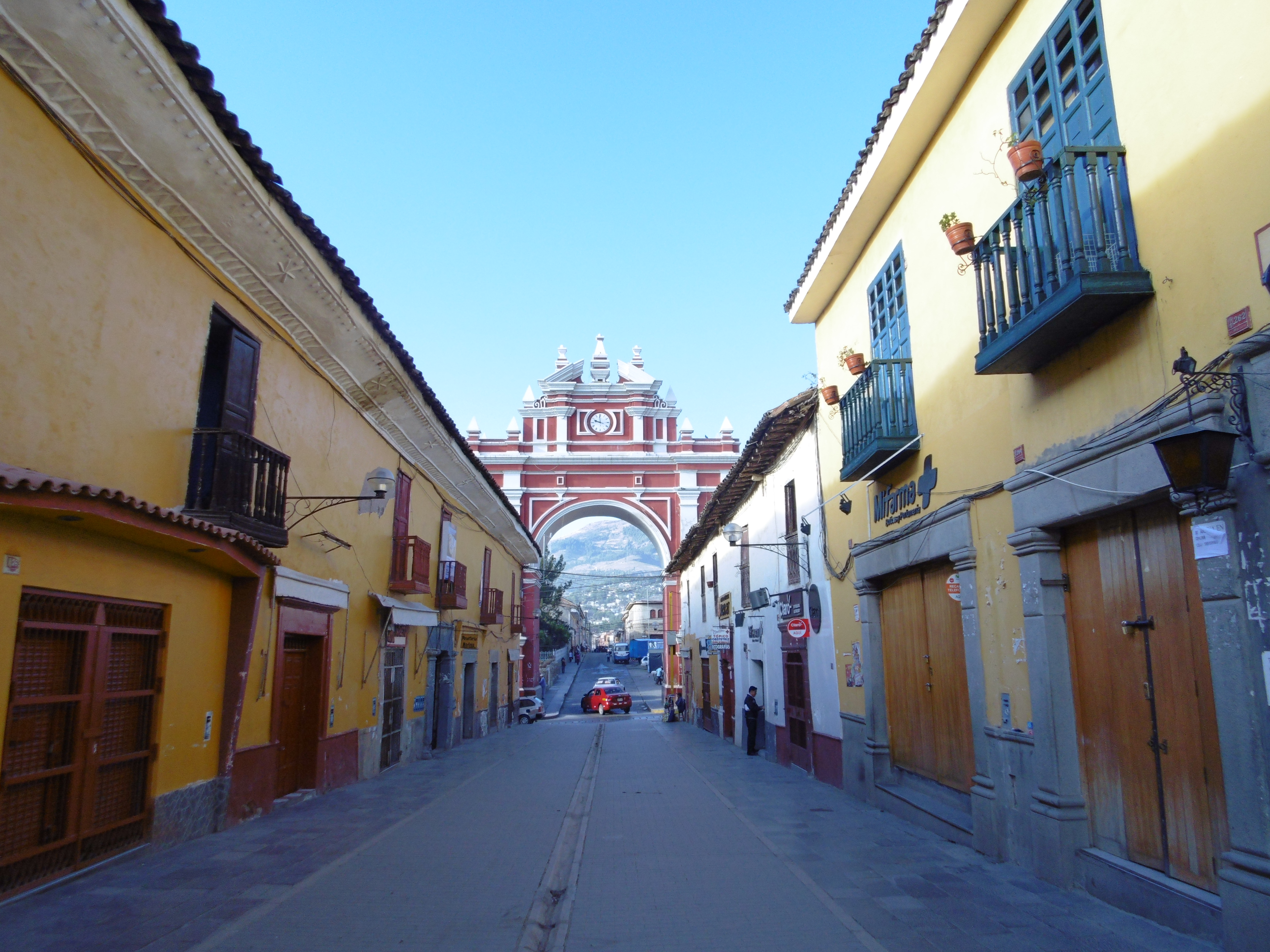
Rue piétonne du 28 juillet.

### Les maires de la ville
Au Pérou, les maires sont élus au scrutin universel et secret depuis 1963, avec une interruption des élections entre 1969 et 1979. Depuis 1999, les mandats durent 4 ans.
| Période        | Maire                              | Parti politique                                      |
| -------------- | ---------------------------------- | ---------------------------------------------------- |
| 1964-1966      | Francisco Vidal Fernández          | AP-DC                                                |
| 1967-1969      | Benjamín Salcedo Munarriz          | Acción Popular                                       |
| Pas d'élection |                                    |                                                      |
| 1981-1983      | Víctor J.Jaúregui Mejía            | Acción Popular                                       |
| 1984-1986      | Leonor Zamora Concha               | PADIN                                                |
| 1987-1989      | Fermín Darío Azparrent Taipe       | Izquierda Unida                                      |
| 1990-1992      | Jorge Guillermo García Prado       | Acción Popular                                       |
| 1993-1995      | Walter Humberto Ascarza Olivares   | L.I.No.19                                            |
| 1996-1998      | Hernán García Zárate               | L.Independiente Por Huamanga                         |
| 1999-2002      | Félix Ciriaco Solar La Cruz        | Vamos Vecino                                         |
| 2003-2006      | Gerardo Francisco Ludeña Gonzales  | APRA                                                 |
| 2007-2010      | Germán Martinelli Chuchón          | Movimiento Independiente Innovación Regional         |
| 2011-2014      | Pánfilo Amílcar Huancahuari Tueros | Movimiento Independiente Regional Todos con Ayacucho |
| 2015-2018      | Salomón Hugo Aedo Mendoza          | Movimiento Regional Alianza Ayacucho Renace          |
| 2019-2022      | Yuri Alberto Gutiérrez Gutiérrez   |                                                      |

## Géographie

### Situation
La ville d'Ayacucho, capitale de la province de Huamanga, est située à l'extrême nord-ouest du département homonyme, au sud des hauts plateaux de la cordillère centrale, dans la zone sud des Andes, à 2 761 m d'altitude.
La province de Huamanga est limitée au nord par celle de Huanta, au nord et à l'est par celle La Mar, au sud par les provinces de Cangallo et Vilcashuamán et à l'ouest par le département de Huancavelica.
Ayacucho se trouve sur un carrefour de routes importantes, à 567 km de Lima par la difficile route nord (via Huancayo et Huancavelica) et 560 km par la route sud (via la Panaméricaine sud et Pisco), plus rapide. Malgré des distances assez réduites, tous ces trajets nécessitent entre 8 et 15 h de conduite automobile, souvent à des altitudes avoisinant 4 000 m.
Vers l'est, elle se trouve aux portes de plusieurs parcs naturels (Otishi, Megantoni, Manú) et communique vers Cuzco (à 578 km, soit 12 h) par un itinéraire somptueux sur la route qui mène au lac Titicaca et à la Bolivie.

La ville d'Ayacucho est dans le district d'Ayacucho, l'un des 16 districts de la province de Huamanga. La zone urbaine de la ville englobe aujourd'hui le centre historique, ainsi que les zones urbaines des districts mitoyens de Carmen Alto, Andrés Avelino Cáceres, San Juan Bautista et Jesús Nazareno, dans les vallées des rivières Huatatas et Chacco.

### Climat

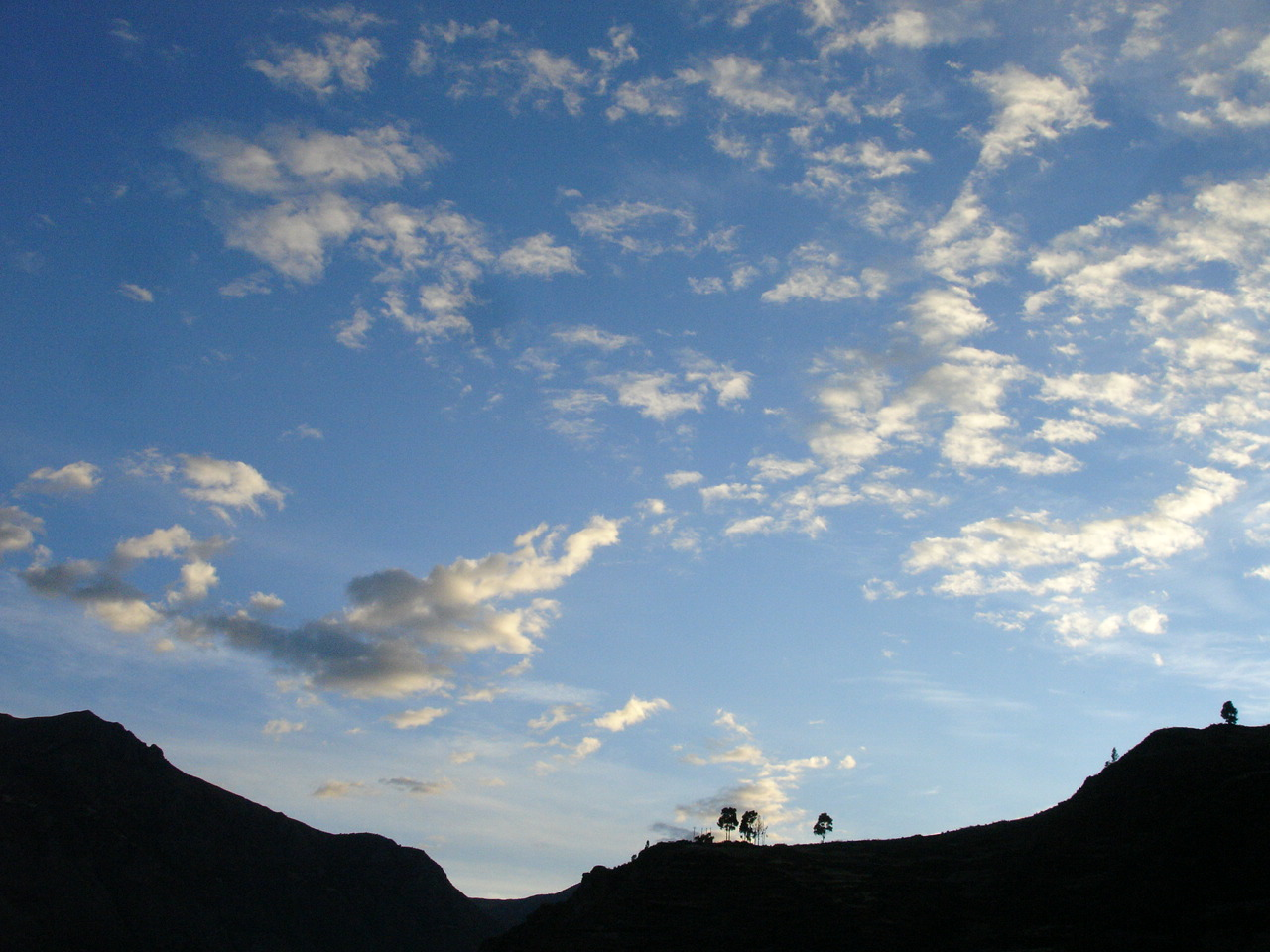
Climat ayacuchano.

La ville d'Ayacucho est située dans la « région quechua », selon la classification faite par le géographe péruvien Javier Pulgar Vidal qui a divisé le territoire du Pérou en huit régions naturelles. Cette région se caractérise par de larges ruisseaux à fond plat.
Le climat est tempéré et sec, avec une température moyenne de 17,5 °C et une humidité relative moyenne de 56 %.
Selon la classification de Köppen le climat peut être considéré comme celui d'une vallée de moyenne altitude, de zone semi-aride, dont la saison des pluies se situe entre novembre et mars, soit de type BSk.
D'un point de vue écologique, elle correspond à la formation végétale appelée « forêt sèche de basse montagne » dans le système de classification des zones de vie de Leslie Holdridge (en).
Le bassin hydrologique est limité par les contreforts des Andes, dont les collines basses entourent la ville : colline de La Picota à l'ouest et colline d'Acuchimay au sud.
| Mois                              | jan. | fév. | mars | avril | mai  | juin | jui. | août | sep. | oct. | nov. | déc. | année |
| --------------------------------- | ---- | ---- | ---- | ----- | ---- | ---- | ---- | ---- | ---- | ---- | ---- | ---- | ----- |
| Température minimale moyenne (°C) | 11   | 11   | 10   | 9,5   | 8    | 7    | 7    | 8    | 8    | 10   | 12   | 12   | 9,45  |
| Température moyenne (°C)          | 16,3 | 16,1 | 15,8 | 15,9  | 14,6 | 13,4 | 13,3 | 14,3 | 15,6 | 16,6 | 17   | 16,4 | 15,4  |
| Température maximale moyenne (°C) | 24   | 24   | 23   | 24,5  | 24,5 | 23   | 22,5 | 24   | 24,5 | 25   | 26,5 | 24,5 | 24,2  |
| Précipitations (mm)               | 111  | 110  | 93   | 31    | 13   | 8    | 5    | 13   | 28   | 39   | 43   | 72   | 566   |

### Démographie
Selon le 11e recensement de la population et le 6e recensement des logements réalisés par l'Institut national de statistique et d'informatique (INSI) en 2007, la ville d'Ayacucho comptait une population de 151 019 habitants. Son taux de croissance annuel était de 2,5 %.
Selon le rapport Pérou: Estimations et projections de la population totale par sexe des principales villes, 2000-2015, publié en mars 2012 et réalisé par l'INSI, en juin 2014 la population était de 177 420 habitants et son taux de croissance annuel de 2,2 %. La différence par rapport à 2007 montrait une augmentation de plus de 17 %.
En 2014, Ayacucho se classait 16e parmi les villes péruviennes en termes de population.

## Patrimoine culturel
La ville a une renommée nationale et internationale grâce à son artisanat, c'est pourquoi elle a été déclarée « Capitale de l'art et de l'artisanat populaires du Pérou ». Les sculptures en albâtre (un matériau connu dans la région sous le nom de pierre de Huamanga), la poterie - en particulier les taureaux et les églises de Quinua -, le filigrane du quartier de Santa Ana et principalement les retables très recherchés d'Ayacucho sont réputés,. En l'honneur de cette ville le Pérou et la bataille d'indépendance qui s'est déroulée sur son sol, les pays andins d'Argentine, de Bolivie, d'Equateur et du Venezuela ont chacun refondé une ville et la rebaptise «Ayacucho».
C'est une ville de très grande ferveur catholique. Elle compte plus de trente temples vice-royaux de style Renaissance, baroque et métisse, qui conservent à l'intérieur de véritables œuvres d'art telles que des peintures, des images et des retables sculptés dans le bois et baignés de feuilles d'or. Elle compte également des maisons coloniales, des vestiges archéologiques et des manifestations artistiques qui révèlent un passé historique et une tradition toujours d'actualité.
Il se distingue également par sa musique et ses festivités, comme les carnavals et surtout la Semaine Sainte, tous deux déclarés Patrimoine Culturel de la Nation. Ce dernier est considéré comme le deuxième plus important au monde, en ce qui concerne la célébration de la Semaine Sainte,.
La population est très métissée et toutes les classes sociales parlent la langue quechua en plus de l'espagnol, alors que dans le reste du pays elle est essentiellement utilisée par les classes défavorisées.
Sa musique affiche aussi son héritage métis à travers un folklore musical riche, mêlant les sonorités andines de la danse huayno à une forte influence romantique aux résonances espagnoles. La chanson Adios pueblo de Ayacucho est un grand classique au Pérou.

### Artisanat

#### Les retables

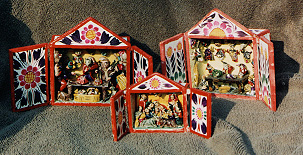
Exemples de retables d'Ayacucho.

Les retables d'Ayacucho, d'origine espagnole, représentent des scènes d'intérieur revisité par la sensibilité andine. Ils sont un exemple traditionnel de la remarquable capacité créative et artistique des artisans de cette terre. La pièce artisanale se compose d'une boîte en bois très colorée avec une double porte. Ses murs sont décorés de fleurs de nature différente et présente horizontalement une division interne: le Hanan Pacha ou monde céleste et le Kay Pacha ou monde terrestre.
De l'époque coloniale jusqu'aux dernières décennies, le retable d'Ayacucho a continué d'évoluer. Les niveaux de représentation sont maintenant de quatre ou six; les supports sont en métal ou en verre; les personnages principaux sont généralement des leaders historiques et politiques actuels.

#### L'albâtre

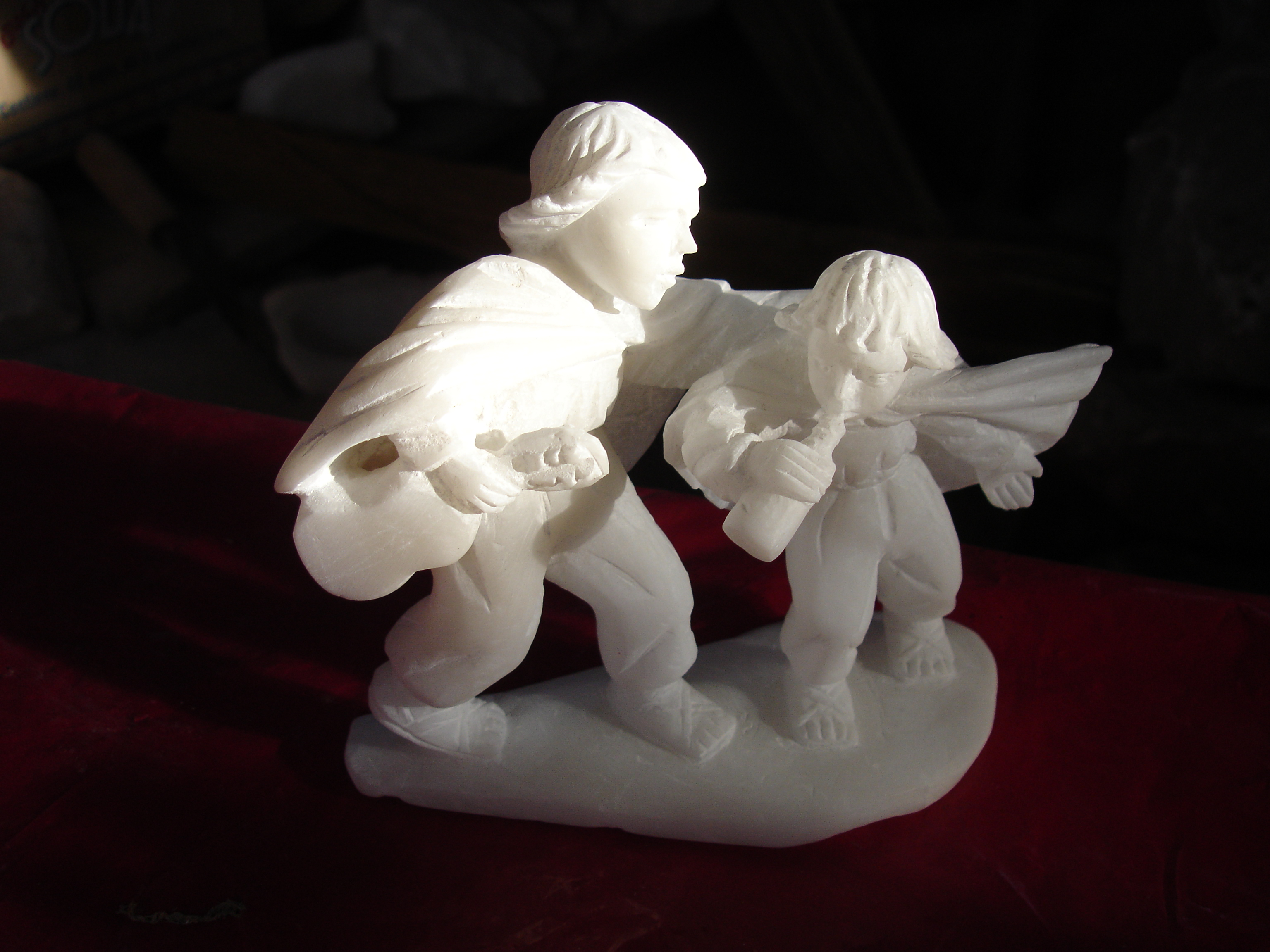
Sculpture en albâtre d'Ayacucho.

La pierre de Huamanga est le nom local donné à l'albâtre gypseux, un minéral blanc et parfois avec des nuances allant du gris clair à foncé et au sépia. C'est une roche métamorphique (gypse) qui se caractérise par sa tendreté et sa couleur blanchâtre.
Les sculpteurs huamanguinos à l'époque coloniale, produisaient des figures délicates et des groupes religieux polychromes peints à l'huile. Les représentations les plus fréquentes étaient les vierges, les saints, les nativités et les scènes de l'art chrétien.
Vers la fin du  XVIIIe siècle apparaissent des thèmes galants ou chinois colorés en transparence. Peu à peu la couleur disparait, se limitant uniquement aux cheveux et aux traits du visage, utilisant l'or pour les détails. La surface blanche et polie de la pierre est devenue de plus en plus importante au siècle suivant, à une époque où les représentations allégoriques et profanes se distinguaient des représentations religieuses. Aujourd'hui les artisans donnent une plus grande attention aux personnages et aux thèmes ruraux, ainsi qu'aux groupes sculpturaux dans lesquels la blancheur du matériau prévaut.

#### Orfèvrerie
Depuis la vice-royauté, les orfèvres d'Ayacucho ont acquis une grande renommée dans cet art. Cette renommée est toujours présente car l'argent continue d'être travaillée avec des techniques magistrales de gaufrage, de gravure et de « filigrane », technique qui consiste à tisser des fils d'argent pour - par un effet de broderie - fabriquer des épingles, des boucles d'oreilles, entre autres bijoux.

#### Les planches de Sarhua
Dans le quartier de Sarhua, il est de tradition d'offrir une planche de bois (généralement de molle ou cabuya) peinte avec l'histoire de la famille lors de la construction d'une nouvelle maison. Chaque membre de la famille doit être représenté dans ses tâches quotidiennes et la planchette décorée est accrochée à la poutre maîtresse de la maison.
Ces peintres sur bois ont ensuite créé des tableaux sur divers sujets, tels que l'agriculture, les voyages au marché ou les événements religieux, et ont ainsi élargi le répertoire du thème initial des tableaux, en préservant toujours leur graphisme particulier.
Dans chaque pièce, une description horizontale est faite, qui porte un ordre d'interprétation pictographique, de bas en haut et de gauche à droite. Les planches de différentes tailles sont peintes avec des pigments naturels extraits de la terre et des plantes; la plume est utilisée pour délimiter les personnages et tracer les détails des vêtements.

### Littérature et théâtre
L'écrivain traditionaliste Juan de Mata Peralta (es) (1916-1997) se distingue par sa compilation des Tradiciones de Huamanga qui sont des histoires traditionnelles préservées pour la postérité. Elles constituent l'une des sources de l'histoire locale où le contexte culturel qui s'est développé a donné lieu à l'émergence progressive d'une histoire urbaine riche d'anecdotes et de légendes.
Ces récits illustrent de nombreux événements de la vie de la ville, ainsi que de la vie privée de nombre de ses habitants. Transmis encore oralement aujourd'hui, en incorporant des personnages ou en les faisant disparaître ou en magnifiant certains faits et circonstances selon le moment où elle est racontée aux nouvelles générations, ce message d'histoire urbaine a été sauvé du temps.
Au théâtre, dans la première moitié du XXe siècle, une tendance s'est fait jour dans la ville afin de remettre en lumière la langue quechua et les traditions orales andines de la région. À la fin des années 1910, des auteurs comme Moisés Cavero, José Salvador Cavero León ou Cavero Cazo ont écrit les premiers exemples connus de « théâtre quechua » du Pérou républicain avec des pièces qui se déroulaient dans le présent et non à l'époque inca.
Ces drames, comme Qisanpi sapan urpikuna (Des colombes solitaires dans leur nid) en 1920, Yana puyup intuykusqan (Entouré de nuages sombres) en 1938 ou Kaypi wayta, wakpi kichka (Ici la fleur, là l'épine) en 1939, ont établi la renommée du théâtre Quechua d'Ayacucho, s'étendant jusque vers 1950 et coïncidant ainsi avec l'essor du projet régionaliste exprimé dans le Centre culturel Ayacucho et le magazine Huamanga.
Le plus prolifique des dramaturges d'Ayacucho était le prêtre José Salvador Cavero León, qui encore, au milieu des années 1940, publia des comédies traditionnelles et des drames. Toutefois, à la fin des années 1950, le théâtre Ayacuchano est ensuite entré dans une période de déclin, celui-ci étant attribué à des phénomènes migratoires, avec simultanément le départ d'Ayacuchanos de souche et l'arrivée de migrants d'autres régions du pays qui ne parlaient pas le quechua.

En hommage à José Salvador Cavero León, la municipalité de Huamanga a donné son nom au théâtre municipal.

Diversité de la musique ayacuchana.
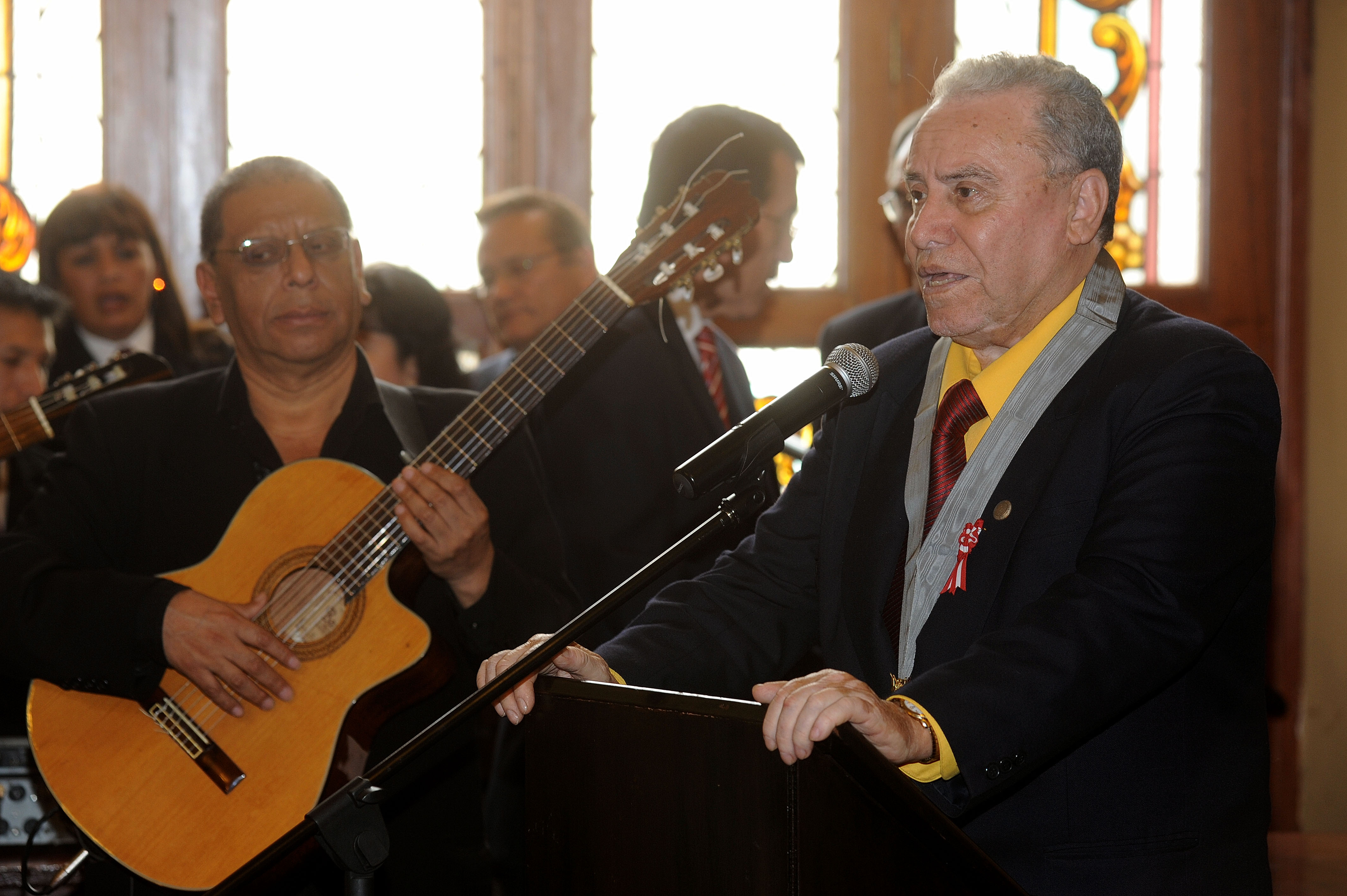
Hommage à Augusto Polo Campos.
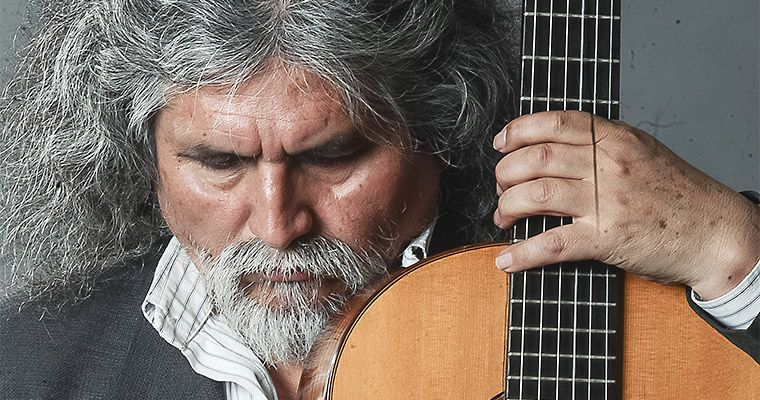
Manuelcha Prado en 2013.
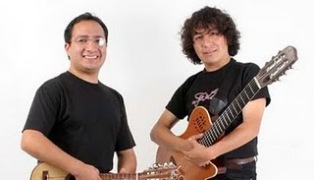
Le duo Antologia.
Le groupe de rock andin Uchpa.

### Musique
La musique à Ayacucho, en tant que manifestation culturelle, englobe divers genres musicaux. Les premiers enregistrements d'une tradition musicale dans la ville commencent avec l'Apuyaya Jesus Christ, une chanson religieuse liée au vendredi de la Semaine Sainte. Des sujets tels que Adiós Pueblo de Ayacucho ou Flor de Retama font partie de la tradition actuelle de la musique d'Ayacucho.
Parmi les auteurs, compositeurs et interprètes pour le genre musical huayno se distinguent; Augusto Polo Campos (es) (1932-2018), les guitaristes Raúl García Zárate (es) (1931-2017) et Manuelcha Prado (es), Jaime Guardia (es) (1933-2018) le joueur de charango, le violoniste Máximo Damián Huamaní (es) (1936-2015), les voix de Martina Portocarrero (es), du Dúo Ayacucho, les Warpas, entre autres personnalités.
La ville d'Ayacucho a traversé une période de forte diffusion du huayno du sud du Pérou, produit en partie grâce à l'une des rares sociétés d'enregistrement et d'enregistrement de musique sur cassettes dans les années 1980 dans le sud du pays. Dans les années 1990 cette diffusion s'est consolidée avec le succès des ventes des albums de compilation Ayacucho en el Corazón de Todos.
Actuellement, la musique traditionnelle ayacuchana a été adaptée sur des rythmes contemporains où Amor Amor, des frères Gaitán Castro (es), Max Castro (es), Antología (grupo musical) (es) et d'autres se distinguent, où développent des chansons avec des paroles en espagnol et en quechua. De même, d'autres groupes comme Uchpa portent cette fusion des langues à d'autres genres, comme le rock.
Divers orchestres folkloriques interprètent de la musique Ayacuchana, comme l'Orquesta Los Ayacuchanos de Oro et Los Libertadores de Ayacucho.

### Gastronomie
Comme beaucoup d'autres villes du Pérou, Ayacucho propose une grande diversité de plats, de boissons et de pâtisseries, avec parmi eux:
- Le puca picante, un ragoût épicé préparé avec des petites pommes de terre grillées, des cacahuètes grillées et moulues, des morceaux de viande de porc et de betteraves (qui lui donne sa couleur rougeâtre, puka en quechua), assaisonnés de piments rouges (rocoto) et autres condiments. Servi avec du riz et du persil finement haché.
- Le mondongo, bouillon de mote (épis entiers de maïs pelés) avec des tripes de porc, de la viande de mouton, de la poitrine de bœuf et du lard. La particularité du plat à Ayacucho est qu'il est servi avec un accompagnement composé de piments rouges pilés et dorés et de la menthe finement hachée. On dit qu'il doit être cuit dans la braise toute la nuit dans un récipient en terre cuite pour atteindre son point de cuisson optimal
- Le qapchi, un potage servi en entrée, une crème à base de fromage d'Ayacucho (ou cachipa), de piment rocoto, de ciboule, de l'oignon coupé et du huacatay (plante aromatique des Andes) et de lait. On l'accompagne de pommes de terre bouillies et de maïs. Le plat est décoré avec des feuilles de salade et du rocoto émincé.
- L'Adobo Ayacuchano est préparé à base de viande de porc, d'oignons, de sauce de piment, de poivre, de cumin et d'ail. Il est servi avec des pommes de terre blanches et un gros maïs blanc appelé Mote.
- Muyuchi ("faire un tour" en quechua), crème glacée à base de lait frais, sésame, noix de coco, essence de vanille, cannelle et clou de girofle. À accompagner de graines de figue de barbarie sucrées (ce qui lui donne une couleur vermillon) et de gaufrettes à base de farine spéciale à l'anis. Ce dessert traditionnel a une longue histoire qui date du XIXe siècle, quand il n'y avait pas d'électricité dans la ville. Les riches propriétaires terriens envoyaient leurs serviteurs dans la Razuhillca enneigée[45], rapporter de la glace enveloppée d'ichu (paille de graminée) sur des mulets pour préparer le muyuchi[46]. Traditionnellement consommé sous les arcades de l'Union de la Plaza Major, ce dessert est servi et vendu par des dames en costume typique de la région, appelés "muyucheras", qui agitent manuellement ce « sorbet » dans un pot en métal sur un récipient contenant de la glace.
- Pain Chapla, pain traditionnel sans mie fabriqué à partir de farine de blé locale et de levure de chicha de jora (appelée cunchu). On doit d'abord « faire dormir » (puñuchiq en quechua) la pâte pendant un certain temps jusqu'à ce qu'elle soit mûre. Lorsqu'elle a bien reposée, elle est divisée en petits pains. L'étape suivante (taqllay) consiste à écraser ces morceaux avec les mains jusqu'à ce qu'ils forment des disques. Cette galette est traditionnellement consommée avec de la confiture de sureau, du fromage cachipa ou de l'avocat fort de Huanta.
- Les wawas, pains ou gros pains de blé, moulés et décorés en forme de petit enfant ou de bébé, parfois remplis de bonbons, sont fabriqués et consommés à la Toussaint.

Gastronomie d'Ayacucho.
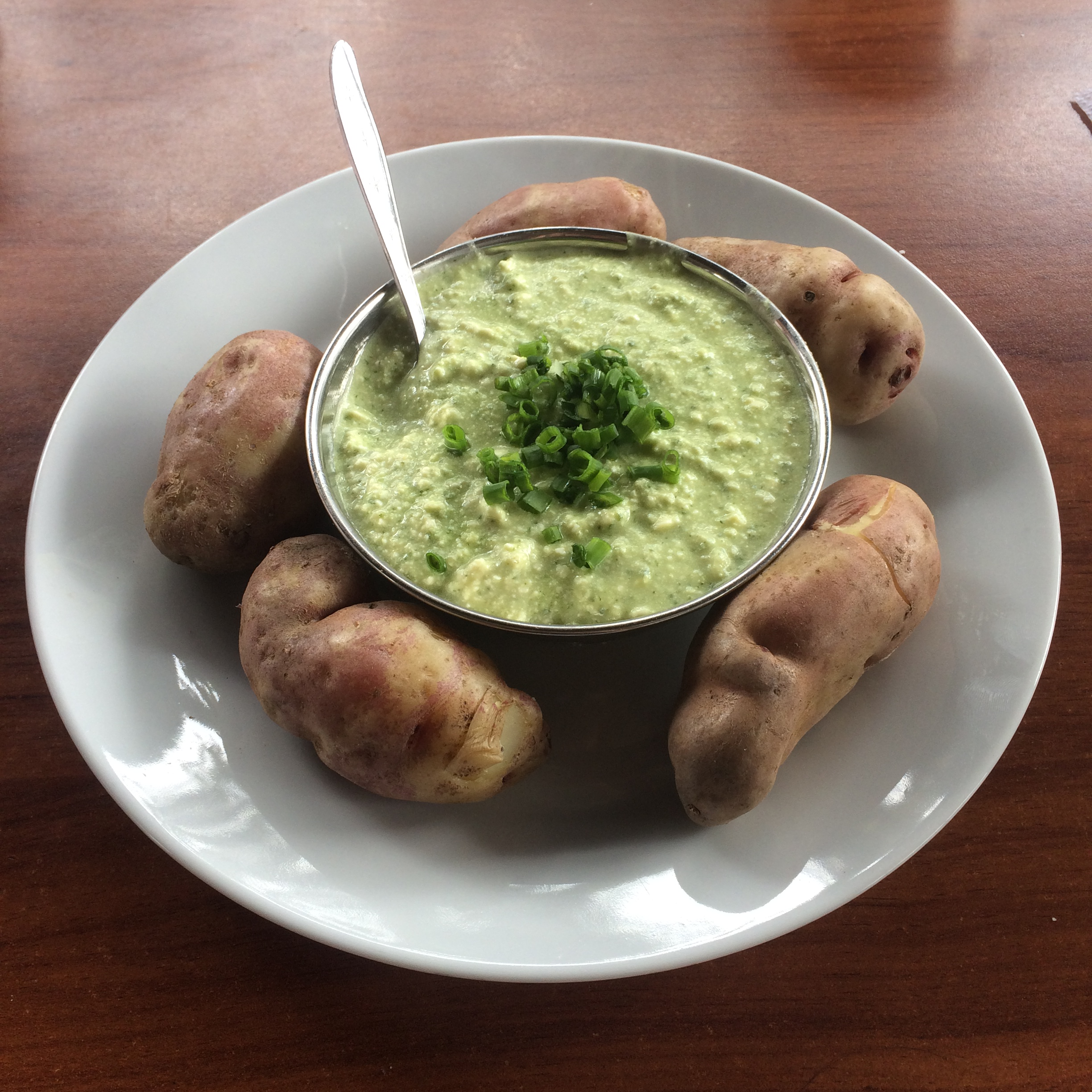
Qapchi.
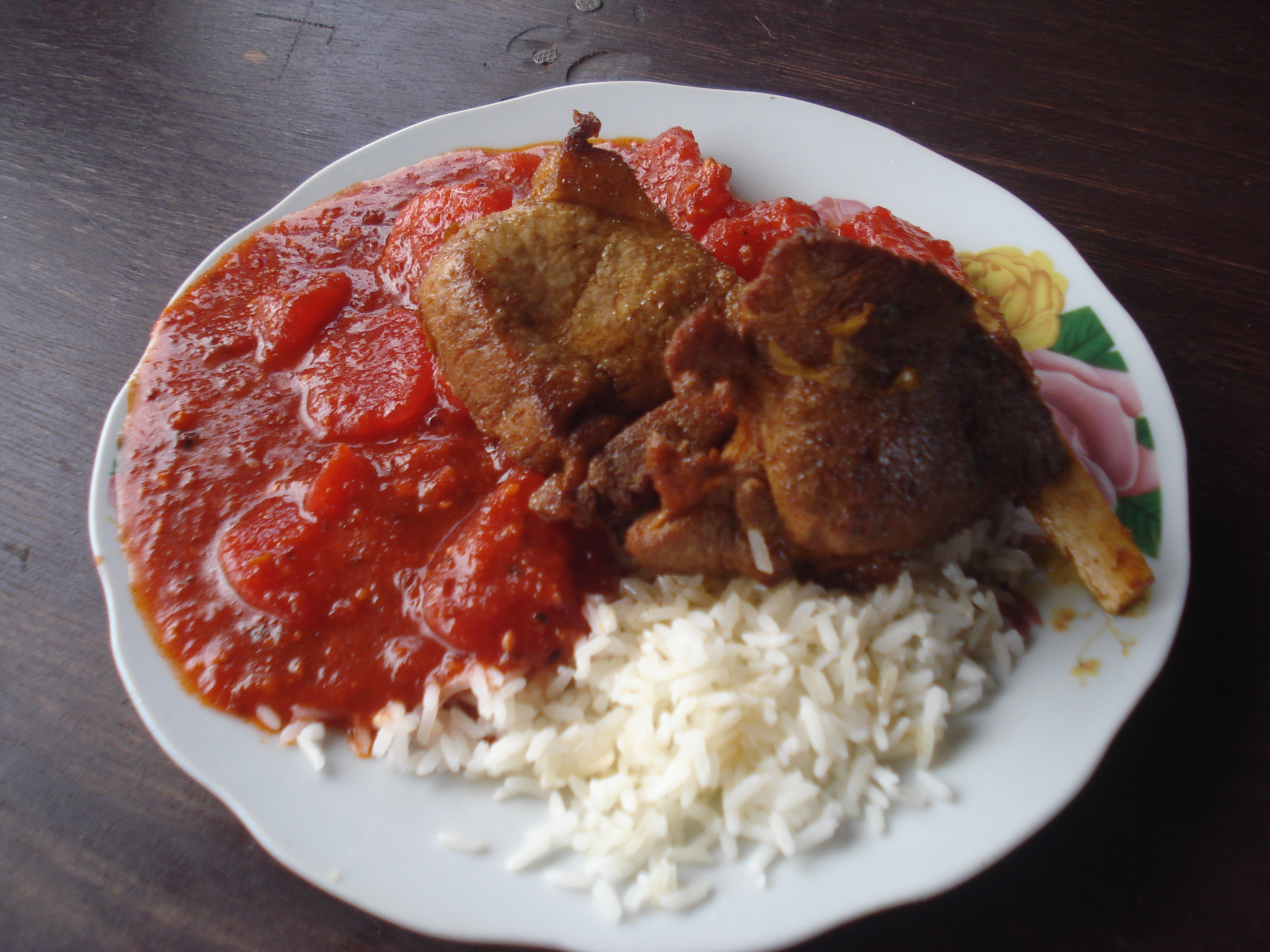
Puca picante.
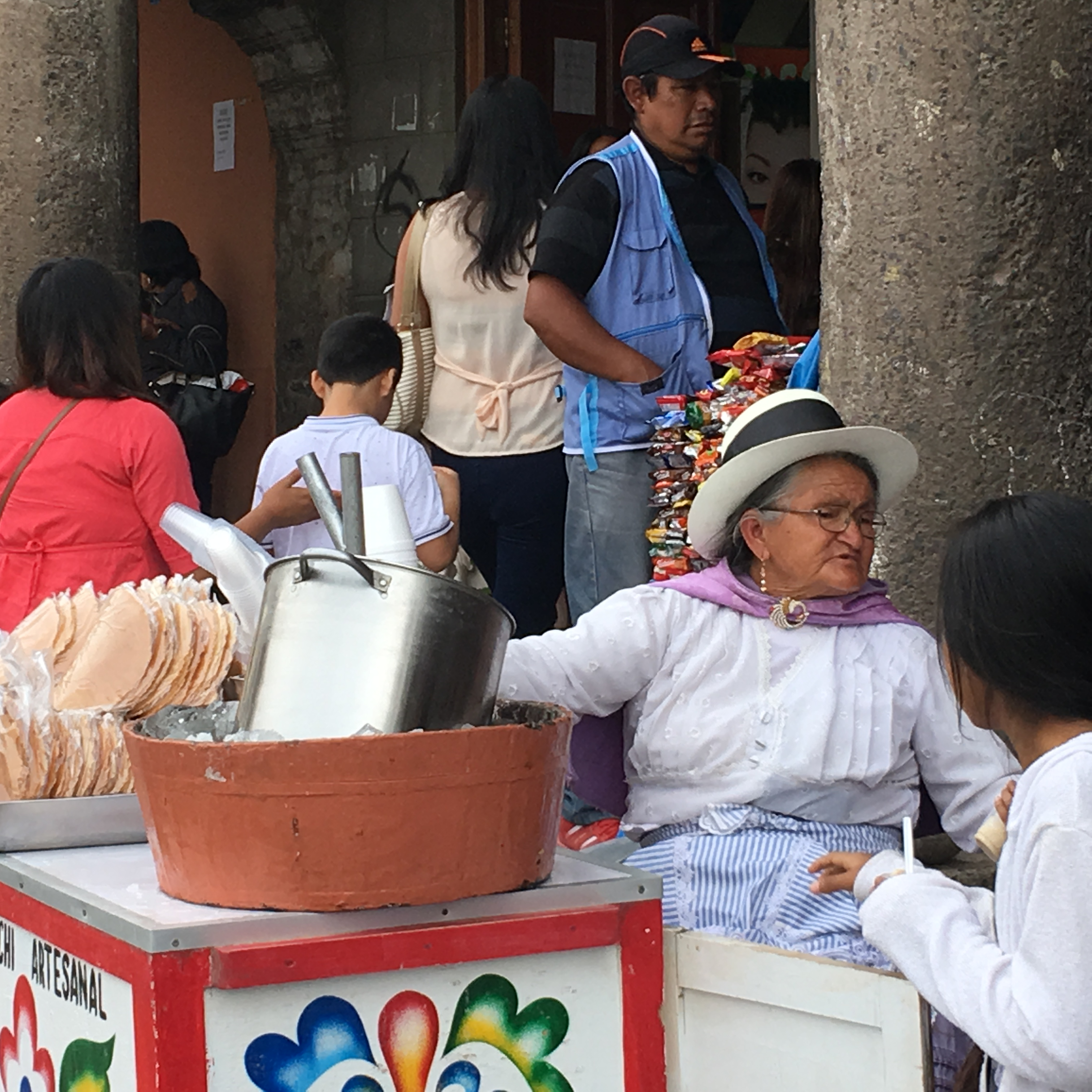
Vendeuse de Muyuchi sur la Plaza Mayor.

D'autres plats représentatifs sont le chicharrón, le patachi, le puchero, l'uman caldo, le cuy chactao, l'Ayacuchana pachamanca et le chorizo d'Ayacucho, qui est le plat traditionnel de la Semaine Sainte.
Les boissons bien connues sont la chicha de jora, la chicha de molle, la chicha de sept graines et le punch ayacuchano, qui est la boisson traditionnelle de la Semaine Sainte.

### Festivités
La Semaine Sainte à Ayacucho (Semana Santa) est la deuxième plus importante au monde après Séville en Espagne,. Dans ces deux villes, les anciens rituels de la Semaine Sainte sont maintenus avec une ferveur religieuse particulière. Dans la « capitale latino-américaine de la Semaine Sainte », le festival est célébré pendant dix jours, au cours desquels la population et les touristes participent à des cérémonies et processions religieuses, ainsi qu'à des activités culturelles, artistiques, gastronomiques et commerciales. La particularité de cette Semaine Sainte est qu'elle mêle les traditions européennes aux caractéristiques culturelles andines.
Tous les citoyens d'Ayacucho participent d'une manière ou d'une autre aux divers événements qui composent ce festival religieux et païen unique et coloré. Ils suivent derrière les autorités locales et nationales les huit processions principales de la ville qui passent dans les principales rues centrales de la ville décorées de tapis de fleurs.
Cette commémoration de la Passion du Christ à Ayacucho commence dès le vendredi (Viernes de Dolores) et le samedi (procession du Señor de la Parra) qui précède le dimanche des Rameaux.
Bien que du Lundi saint au Mercredi saint, il n'y a plus de cérémonie particulière dans l'Église catholique, les habitants suivent successivement les processions locales de el Señor del Huerto, el Señor de la Sentencia et del Encuentro. La dernière est la plus émouvante pour la population d'Ayacucho et les touristes en général, et se termine sur la Plaza Mayor.
Le Jeudi Saint, les 7 églises de la ville sont visitées et l'eau bénite y est collectée.
Le Vendredi saint, c'est le chemin de croix et à la nuit, les lumières de la Plaza Mayor s'éteignent et la procession del Señor del Santo Sepulcro débute. Les fidèles vêtus de deuil, bougie à la main, accompagnent le cortège au rythme de la musique et du chœur de chants déchirants.
Le samedi saint est un jour de fête populaire qui commence par la Pascua Toro ou Jala Toro, une course de taureaux  traditionnelle dans laquelle les taureaux accompagnés de cavaliers sont libérés de l'Alameda de Huamanga à travers les rues vers la Plaza de Armas, précédés par de téméraires coureurs. À la nuit, aux quatre coins de la Plaza de Armas, s'allument les feux de joie et d'impressionnantes pyrotechnies illuminent la nuit.
Le dimanche de Pâques, la procession du Christ ressuscité parcourt tout le périmètre de la place principale. C'est la plus impressionnante de la Semaine Sainte pour sa signification et pour la grande ampleur de l'énorme trône porté par environ 300 fidèles. Puis, dans l'après-midi, les festivités se terminent par les courses de chevaux traditionnelles des Morochucos (les cow-boys de la région).

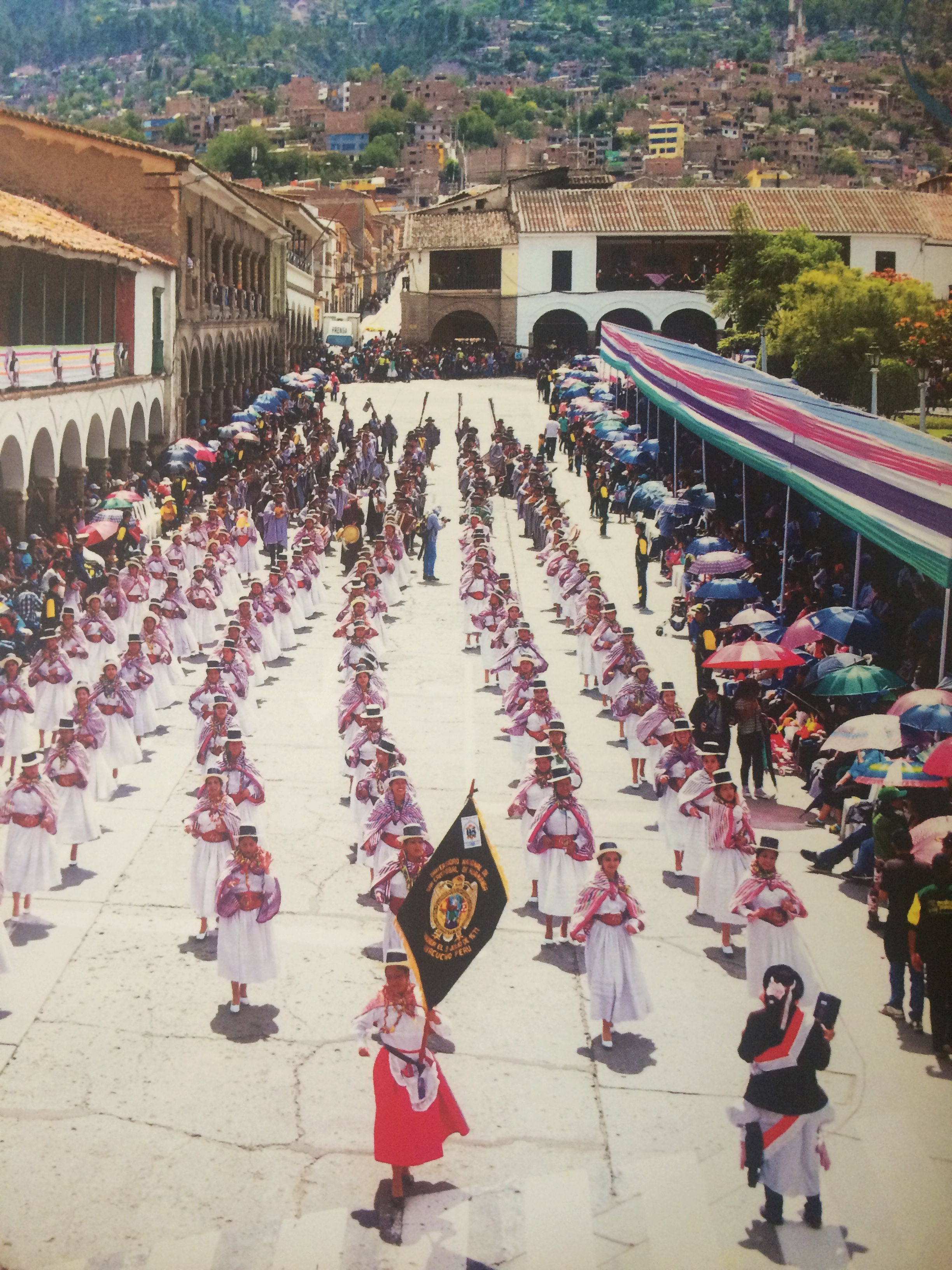
Carnaval.

### Carnaval
Au mois de février, le carnaval d'Ayacucho rassemble adultes et enfants dans une fête qui dure officiellement trois jours, mais qui commence un mois auparavant avec l'arrivée des groupes folkloriques venus de différentes parties du département. Ils viennent à la fois pour participer au grand concours de ces comparsas, et pour danser dans les rues de la ville en montrant la richesse culturelle  de leur village ou région d'origine.
Le 4 décembre 2003, l'Institut national de la culture (INC) a déclaré le carnaval d'Ayacucho au « patrimoine culturel de la nation », car il s'agit de l'une des plus belles célébrations de carnaval au Pérou, qui a lieu à Huamanga, mais aussi dans de nombreux districts alentour. C'est le seul carnaval du Pérou officiellement déclaré patrimoine culturel de la nation,.

### Autres festivités
Semaine de l'Amérique Libre : L'anniversaire de la glorieuse bataille d'Ayacucho est célébré le 9 décembre. Pendant la semaine se déroule le Festival International de Guitare "Libertad Americana", ainsi que d'autres activités culturelles et folkloriques. La mise en scène de la bataille d'Ayacucho se déroule dans la Pampa de Quinua elle-même et rassemble des milliers de personnes.
Anniversaire de Huamanga : Le 25 avril, on célèbre l'anniversaire de la fondation espagnole de Huamanga, capitale du département d'Ayacucho; décrété en 1540. C'est une fête qui est devenu au fil du temps une semaine de nombreuses célébrations pour commémorer cet événement; expositions, foires, défilés, etc.
Journée de la chanson d'Ayacucho : En 1988, l'Institut national de la culture d'Ayacucho a déclaré le 6 novembre de chaque année Día de la Canción Folklórica Ayacuchana, en hommage au professeur Felipe Nery García Zárate, décédé le même jour un an auparavant. Au cours de cette journée, diverses activités culturelles et folkloriques sont organisées.

## Patrimoine historique

### Églises
Les plus anciennes églises catholiques datent du XVIe siècle, lorsque les premiers ordres religieux se sont installés dans la région. En général, ces monuments coloniaux d'Ayacucho combinent des éléments hispaniques, latins et arabes, avec des particularités indigènes, telles que les pierres sculptées avec des motifs de la flore et de la faune locales.
- Cathédrale basilique : Elle est située sur le côté est de la Plaza Mayor. Le roi Philippe III d'Espagne en ordonna la construction par arrêté royal du 5 juillet 1612, la consacrant à la Virgen de las Nieves (Vierge des neiges). Sa construction a duré une quarantaine d'années et elle a été consacrée le 19 mai 1672. La basilique se compose de trois nefs à l'architecture sobre qui contrastent avec le faste de son espace intérieur, décoré de retables dorés dans le style baroque churrigueresque. Le tabernacle de son maître-autel est revêtu de feuilles d'argent. Les confessionnaux et la chaire sont délicatement sculptés. Aux murs sont accrochés des toiles de diverses écoles picturales de l'époque coloniale.

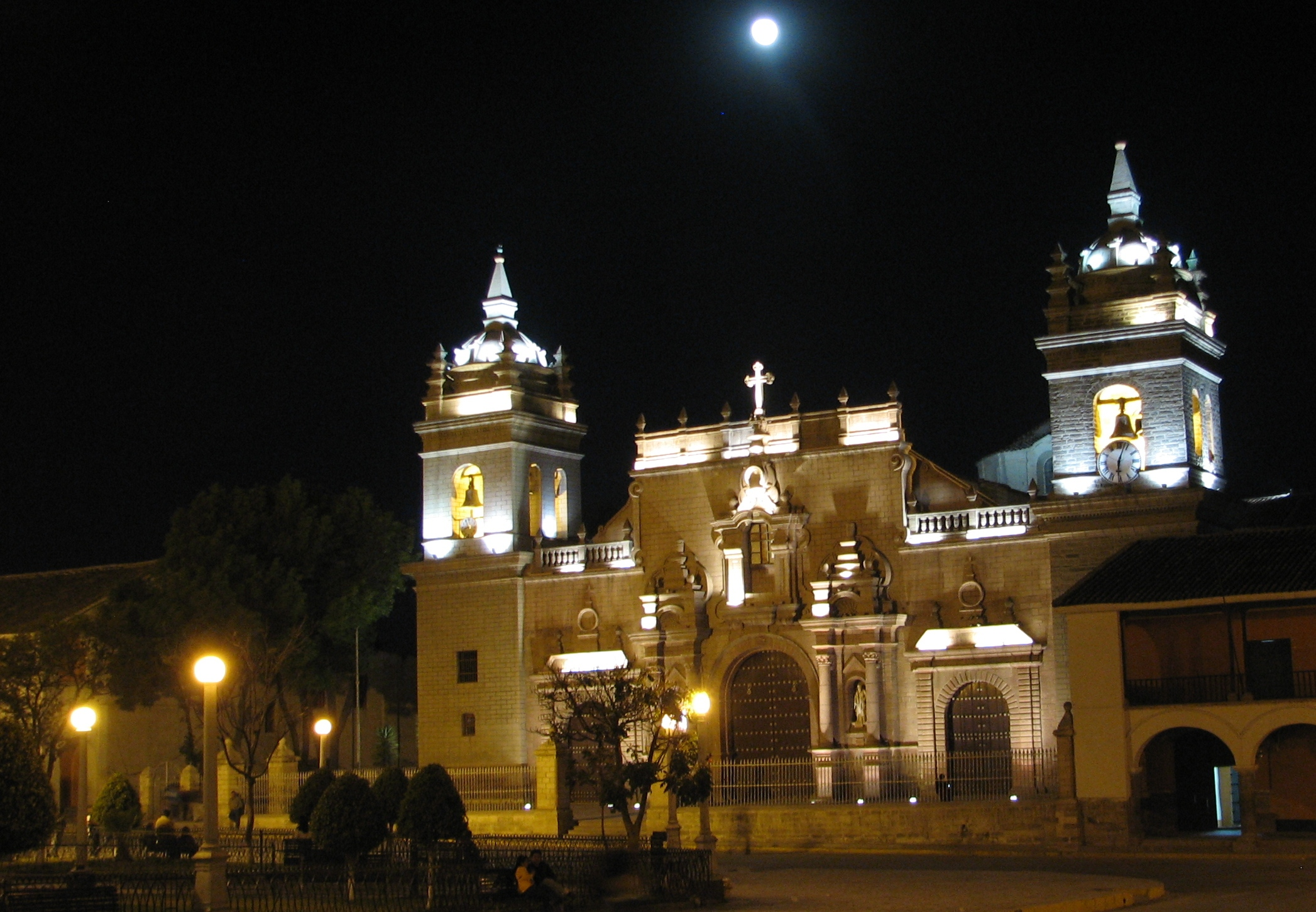
Illumination nocturne de la basilique cathédrale d'Ayacucho.

- Église Saint-Dominique : C'était la deuxième église de Huamanga construite au milieu du XVIe siècle dédiée à la Virgen del Rosario (Vierge du Rosaire). D'après les documents de l'époque, on sait qu'elle a été bâtie avec les pierres de Pukaray, une ancienne forteresse inca, qui était sur la propriété de Martín de Andueza, un notable de la ville. Illumination nocturne de la basilique cathédrale d'Ayacucho.Sur sa façade se détache le beffroi à trois arcades à gauche où, selon une tradition populaire (erronée), l'Inquisition punissait les hérétiques. Dans la seule nef du temple se détache le maître-autel, recouvert de feuilles d'or et décoré d'images et de peintures colorées caractéristiques du baroque churrigueresque. Lors des célébrations de la Semaine Sainte, les images du Seigneur du Saint-Sépulcre et de la Vierge des Douleurs quittent le temple en procession. Dans un coin de l'atrium, une croix de pierre a été élevée, placée en souvenir de la tempête du 9 octobre 1640.
- Église et couvent de Saint-François d'Assise : Construits également au XVIe siècle, il s'agissait d'une tentative de recréer le style gréco-romain péninsulaire dans les Andes. À l'intérieur se remarque le maître-autel, composé de quatre corps en bois sculpté et doré dans le style churrigueresque. L'église possède la plus grande cloche de la ville et conserve une précieuse collection de toiles coloniales des écoles de Cuzco et Ayacucho, ainsi qu'une bibliothèque. L'église a été restaurée entre 1982 et 1983 et le couvent en 1898.

### Les "casonas"
Entre la fin du XVIe siècle et le début du XVIIe siècle, les riches encomenderos, corrégidors, propriétaires fonciers et concessionnaires de mines, ont construit leurs maisons à Huamanga, en s'inspirant des manoirs du style des villes espagnoles de Séville, Cordoue, Ávila, Grenade ou d'Andalousie de cette époque.
Construites classiquement en rez-de-chaussée autour d'un patio avec un seul étage, les matériaux employés sont moins luxueux qu'en Espagne; Pierre des alentours pour la façade et quelques colonnes, briques - parfois d'adobe - pour les autres murs, cloisons, escaliers, rambardes et charpentes sont en bois du pays, les toitures en tuiles. Grâce au climat sec, malgré le passage du temps, ces maisons conservent encore une grande partie de leur ancienne apparence.
- Maison du corrégidor Nicolás de Boza y Solís : Située dans le Portal Constitución, c'était le manoir de style métis de ce général espagnol qui était corrégidor de indios et alcalde (maire) de Huamanga. Depuis la façade en pierre un couloir principal mène à un patio avec un bassin. La porte d'entrée à heurtoirs est parsemée de masques sculptés. Un escalier mène à l'étage au toit soigneusement tapissé de tuiles vénitiennes. À l'intérieur se trouve la cellule dans laquelle l'héroïne de l'indépendance María Parado de Bellido a été enfermée pendant trois jours, avant d'être fusillée. Actuellement, cette maison est le siège départemental du pouvoir judiciaire.
- Demeure de l'évêque Cristóbal de Castilla y Zamora : Cette maison appartenait à l'illustre évêque espagnol Cristóbal de Castilla y Zamora (es). La façade, qui fait face à la Plaza Mayor, a quatre beaux portails sur la rue qui sont appelés "Portalillo del Obispo" soutenus par trois colonnes circulaires et deux pilastres rectangulaires ainsi qu'une sculpture en pierre de Saint Christophe. À l'étage il y a un balcon avec des balustres en bois; dans la partie centrale, entre la corniche et le couloir, se trouvent les armoiries de l'évêque sculptées dans la pierre, avec les armes de Castille-et-León. À l'intérieur, il y a un vaste escalier. Dans le patio un figuier de plus de trois cents ans donne son surnom de « La Higuera » ou « Patio de la higuera » à ce lieu. Certains érudits soulignent que la vieille vigne dans l'un des patios est la première que les Espagnols ont apportée au Pérou. En 1940, et pendant une courte période, la maison fut le siège de la Cour supérieure de justice. Une des pièces de la maison située dans le premier patio, a été aménagée en cafétéria-restaurant. La maison abrite actuellement un centre de congrès pour diverses manifestations culturelles, la cafétéria universitaire "La Higuera", le siège de la Tuna Universitaria et une bibliothèque de l'Université nationale de San Cristóbal de Huamanga. Cette casona a été déclarée Monument du Patrimoine Culturel de la Nation, le 28 décembre 1972.

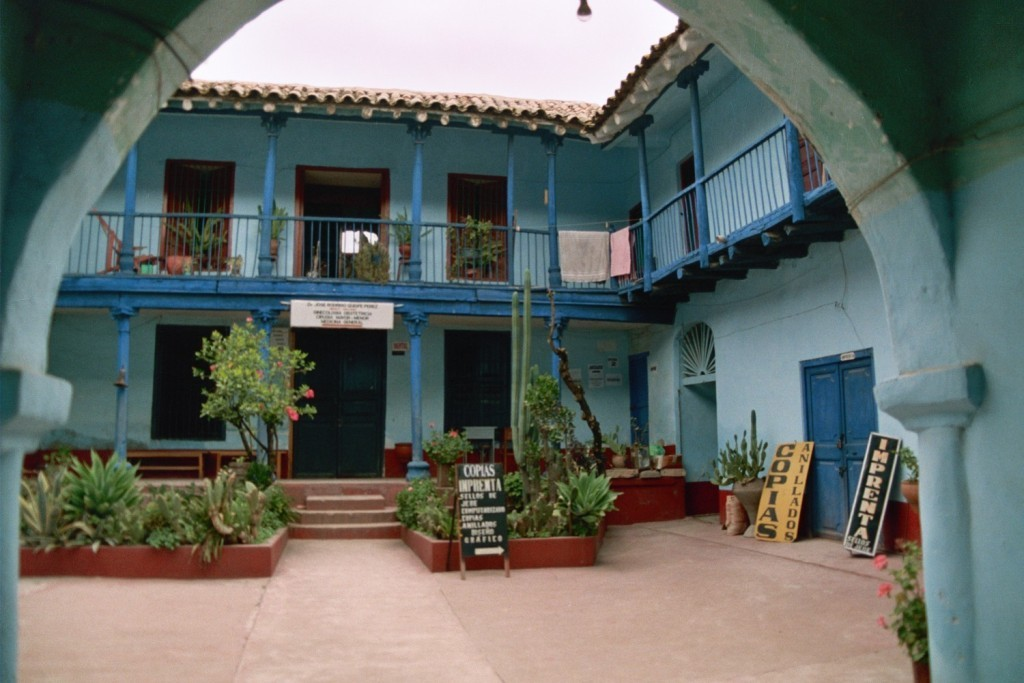
Patio d'une casona à Ayacucho.

- Casona Velarde Álvarez : Aussi appelé Casona del Marqués de Mozobamba del Pozo. Située dans le Portal Unión, c'est l'une des plus anciennes de la ville. Sa façade est un mur inca en pierre de plus de dix mètres de long. Deux grands et somptueux patios aux arcs de pierre qui ornent ce bâtiment colonial. La maison a subi une grave détérioration à la fin des années 1990, raison pour laquelle elle a été déclarée inhabitable. Après un long processus de restauration mené avec la coopération espagnole, elle a été ouverte au public en 2007. Cette restauration a remporté un prix d'architecture organisé par le Collège des architectes du Pérou[51]. Actuellement, elle est occupée par le Centre culturel de l'Université nationale de San Cristóbal de Huamanga.
- Casona Chacón : Elle aussi située dans le Portal Unión, deux grands et somptueux patios aux arcades de pierre ornent cette construction. À l'étage, les pièces sont distribuées en forme de «E» autour des patios. Les salles de service et de magasin sont situées au rez-de-chaussée et les pièces principales à l'étage qui date du XVIIIe siècle. Les murs, les voûtes, les colonnes et les arcs du premier niveau sont en pierre, tandis qu'au deuxième niveau ils sont en adobe. En 1919, dans ce manoir, s'est tenu le Congrès régional du Centre, auquel a participé en tant que représentant du département d'Ica, l'écrivain Abraham Valdelomar, décédé à 31 ans après avoir subi une chute depuis son appartement. L'édifice a été restauré en 1974 par l'Institut national de la culture pour le fonctionnement de la Banque du logement et en 1995, il a été acquis par la Banque de crédit. Actuellement, le musée d'art populaire Joaquín López Antay (es) (1897-1981) et le siège de ladite banque y sont installés.
- Casona Vivanco : Sur le passage du 28 juillet, elle possède une grande cour entourée d'arcades et de piliers en pierre sculptée. Sa construction allie pierre au rez-de-chaussée et adobe à l'étage. Dans la zone centrale, le sol est décoré de galets rouges et de losanges noirs et orange. Actuellement, on y trouve le musée d'art religieux colonial et le musée du maréchal Andrés A. Cáceres.
- Casona Jáuregui : La maison Jáuregui, située dans le deuxième bloc du passage Dos de Mayo, plus précisément en face de l'église de La Merced, a été construite au XVIIIe siècle sur ordre du vice-roi Agustín de Jáuregui. Elle présente deux gargouilles trapues sur sa façade en pierre, qui soutiennent un beau balcon à moitié fermé. Ces félins ou singes montrent leurs organes génitaux et ont des dents agressives et un petit ergot sur la tête. Il y a aussi un aigle à deux têtes de la dynastie autrichienne, ce qui laisse supposer que le majestueux balcon date du XVIe siècle. Selon la tradition, ces monstres démoniaques auraient été envoyés pour être sculptés par le propriétaire en signe de protestation auprès de l'Église catholique, qui avait excommunié la famille Jáuregui pour avoir enlevé une religieuse du couvent de Santa Clara de Asís. L'architecture de la maison Jáuregui est mixte, le rez-de-chaussée est en pierre et l'étage en adobe. Vers la rue, il y a quatre petites portes avec des arcs en plein cintre.

Des casonas d'Ayacucho.
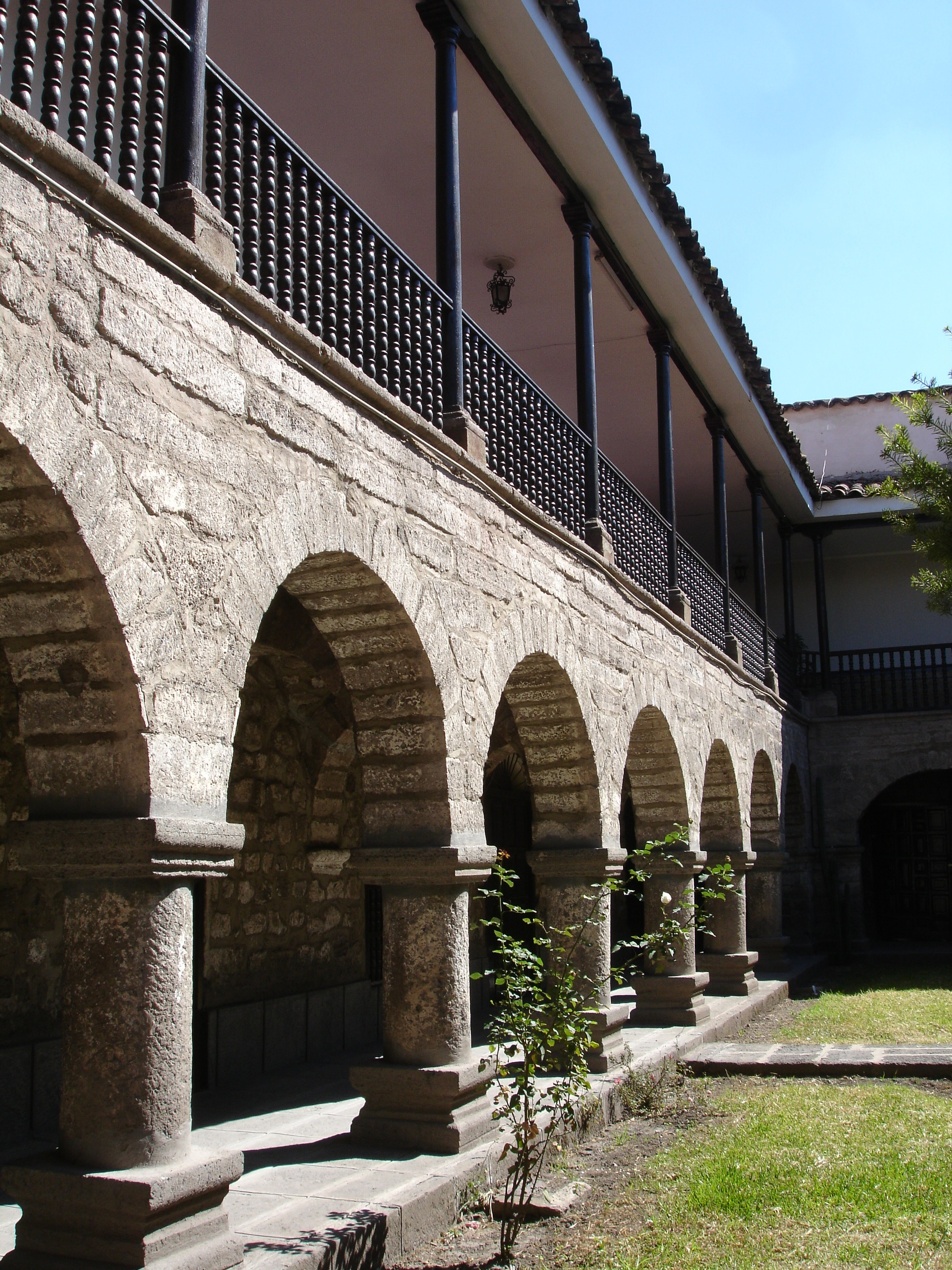
Maison Boza y Solís, siège actuel de la Cour de justice de Huamanga.
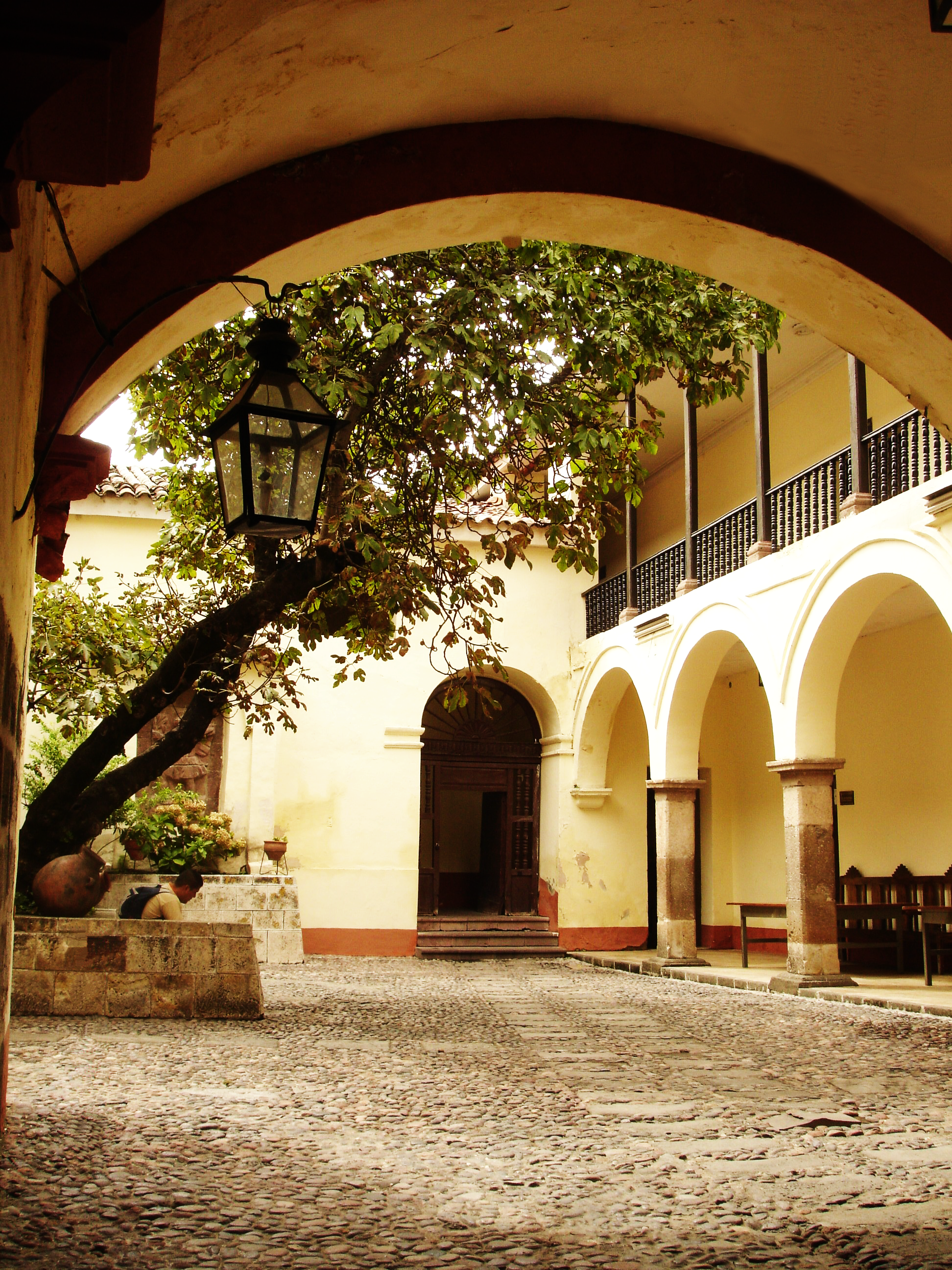
Patio de la maison Castilla y Zamora.
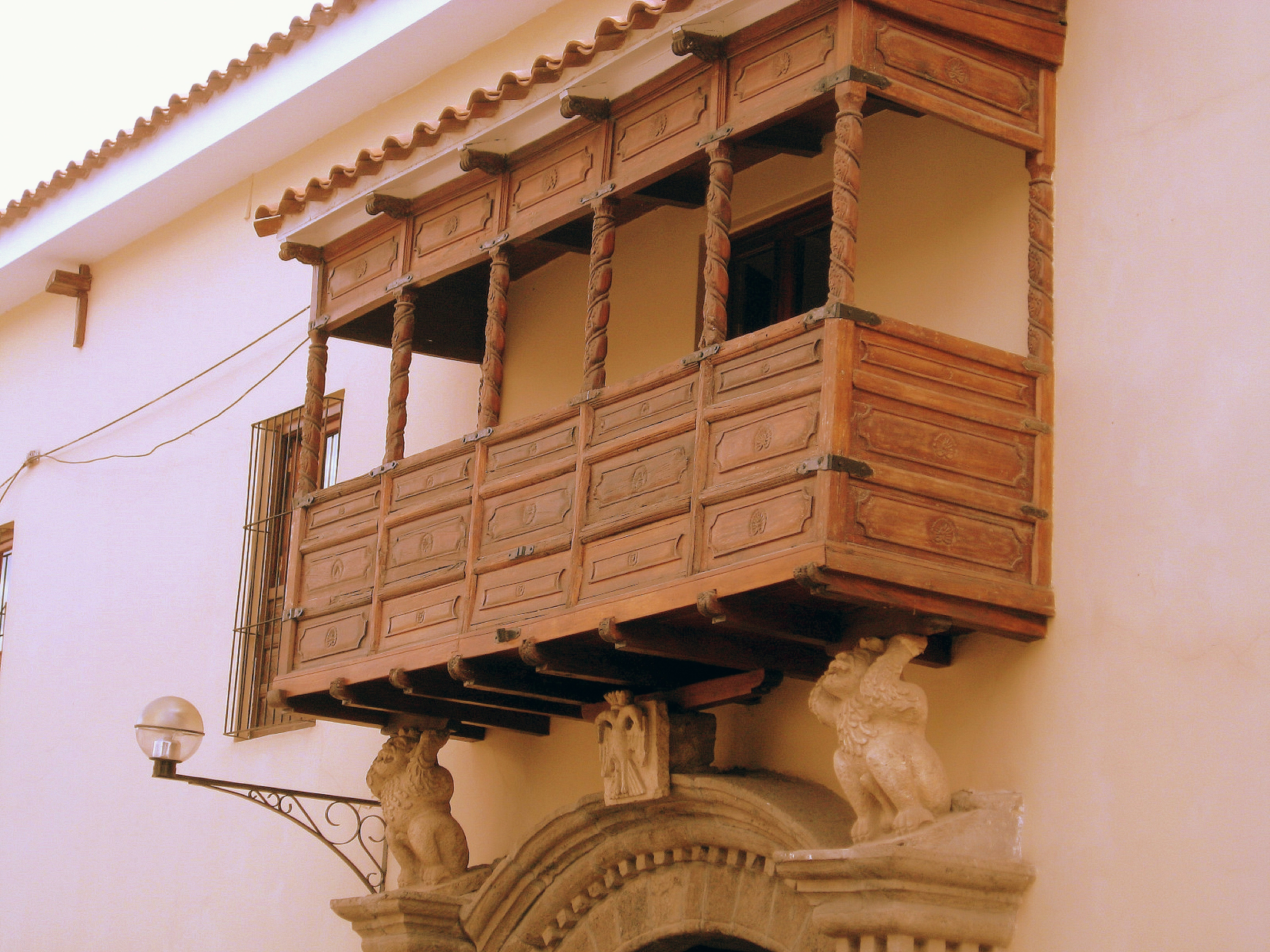
Balcon de la maison Jáuregui.

### Musées
- Musée de la mémoire : Intitulé « Para que no se repita » (Pour qu'elle ne se répète pas) cette collection historique, située dans le quartier Nery García Zárate, Jirón Libertad 1229, est consacré à la guerre civile que le Pérou a connu dans la décennie 1980-1990. Le musée dispose de quatre salles dans lesquelles photographies, peintures, restes de vêtements et autres objets liés à cette guerre interne, dont l'impact social maximum s'est produit à Ayacucho. Il est administré par l'Association nationale des proches des kidnappés, détenus et disparus du Pérou (ANFASEP).

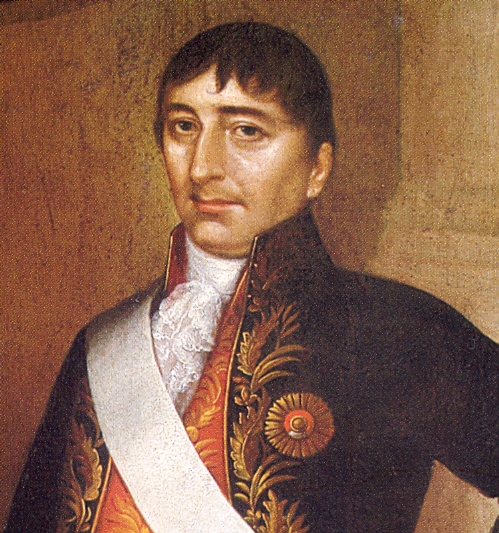
Hipólito Unanue, médecin, savant et homme politique.

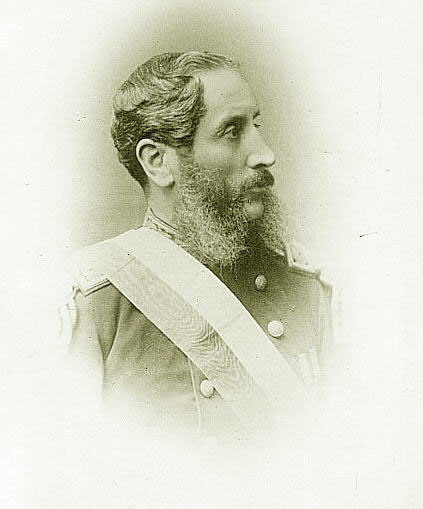
Andrés A. Cáceres, maréchal, ancien président et héros péruvien.

- Musée archéologique « Hipólito Unanue » : Il rassemble des collections archéologiques, anthropologiques et historico-artistiques. Il est situé dans le complexe culturel Simón Bolívar et est organisé sur la base des pièces de valeur que possédait l'ancien musée historique régional d'Ayacucho. Des artéfacts archéologiques et des manifestations culturelles de l'histoire préhispanique régionale et nationale sont exposés, tels que les célèbres monolithes, sculptures, céramiques, textiles, instruments en pierre, allant de la période lithique et archaïque, aux hautes cultures telles que Huari, Chavín, Paracas, Nazca, Mochica, Tiahuanaco, Huarpa, Lima, Chimú, Chincha, Chancas et Inca. En outre, il dispose d'une salle spécialement conçue sur les origines et le développement de la culture Huari, le premier empire andin. Dans une salle voisine, des échantillons de l'artisanat d'Ayacucho et de peintures de différentes époques sont exposés. À l'extérieur, il a un jardin botanique de cactus. Il est dédié au médecin et scientifique Hipólito Unanue (es) (1755-1833) et est administré par la Direction régionale de la culture d'Ayacucho. Il appartient au système national des musées d'État.
- Musée historique « Maréchal Andrés A. Cáceres » : Musée historique artistique, situé dans l'ancienne casona Vivanco. Ce musée possède un grand cloître voûté aux piliers en pierre bien sculptés. Il dispose de 13 salles d'exposition permanente qui présentent de nombreux biens et fournitures militaires du maréchal tels que: lettres, photographies, uniformes, toiles coloniales, ainsi que des pièces et objets sauvés de la guerre contre le Chili. En plus de rendre hommage au maréchal Cáceres, y sont exposées des œuvres d'art uniques, telles que des peintures coloniales des écoles d'Ayacucho, de Cuzco et de la Renaissance. On peut également y voir des échantillons d'artisanat de la période coloniale, des meubles anciens avec de belles sculptures et de l'art populaire contemporain. Dans sa galerie à doubles arcades est exposée l'une des meilleures sculptures en pierre de la vice-royauté péruvienne, appelée par la tradition populaire « Cheqo Pacheco », qui date du XVIe siècle, censée représenter le conquistador Pedro Álvarez Holguín (es) (1490-1542) ou le magistrat Juan Gutiérrez de Quintanilla, cité dans les Traditions Huamanga de Juan de Mata Peralta. Le musée est administré par la deuxième division d'infanterie militaire d'Ayacucho.
- Musée du site de Huari : Il est situé dans le Complexe archéologique Huari (es), au km 23 de la route Ayacucho - Quinua. Le musée expose des artéfacts issus des fouilles dans la zone archéologique monumentale de Huari; céramiques, textiles, monolithes, ainsi que des textes explicatifs sur la culture Huari, une carte et des photographies des secteurs qui composent le site. Il est administré par la Direction Régionale de la Culture d'Ayacucho et appartient au système national des musées d'État.
- Musée du site de quinoa : Ce musée d'histoire est situé sur la place principale de Quinua, à 35 km au nord-est de la ville d'Ayacucho. Des expositions permanentes présentent des armes, des uniformes, des maquettes et autres objets liés à la bataille d'Ayacucho. Le lieu où la capitulation d'Ayacucho a été signée le 9 décembre 1824 y est reproduit. Il est administré par la direction régionale de la culture d'Ayacucho et appartient au système national des musées d'État[52].

### Places et monuments

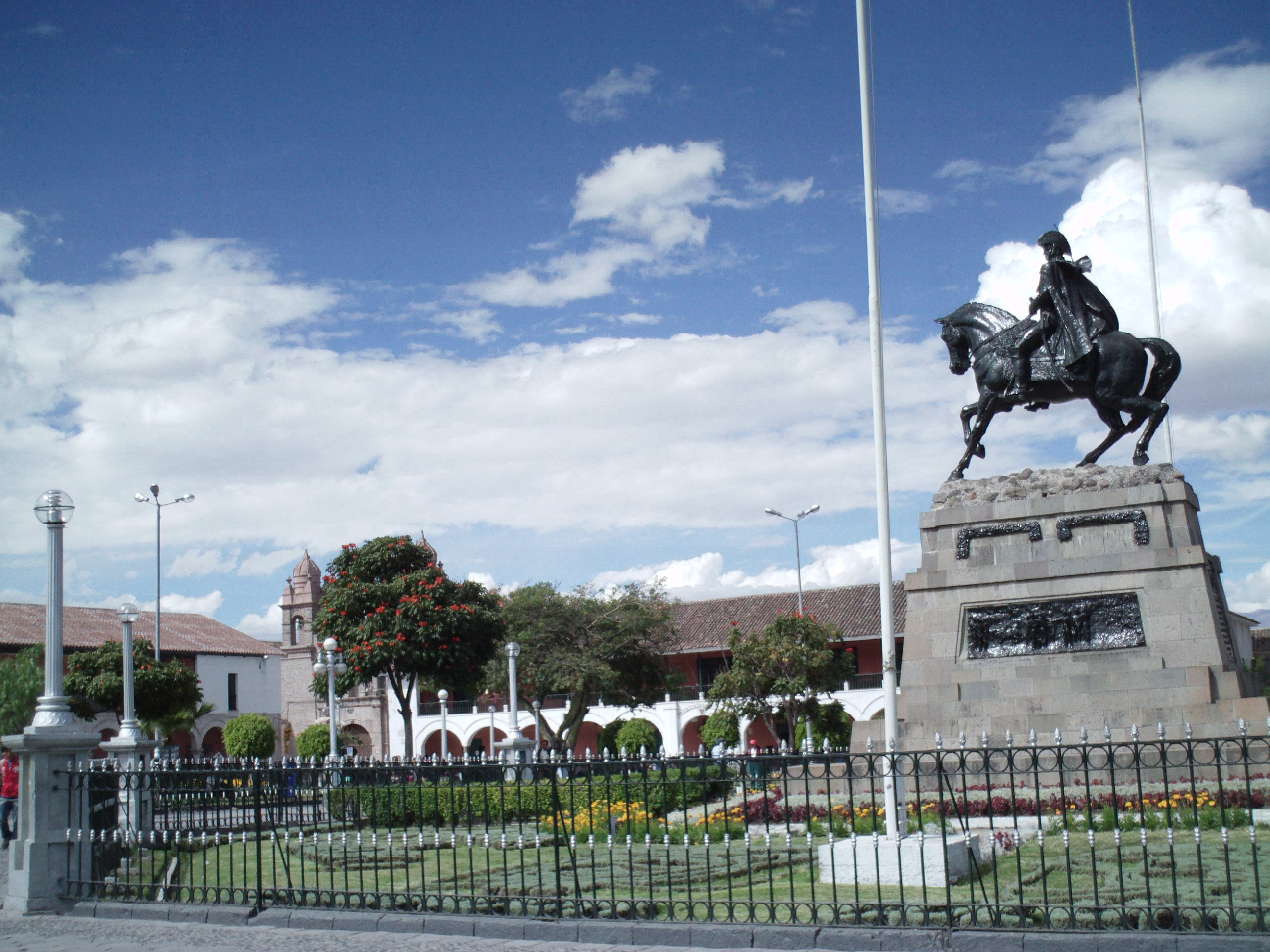
Monument à Antonio José de Sucre "Grand maréchal d'Ayacucho " sur la Plaza Mayor.

La place principale : installée dès l'origine au centre de la ville, elle est entourée de bâtiments datant pour la plupart de la période vice-royale.
C'est la plus grande place du Pérou et un complexe monumental de grande valeur historique et architecturale. Tous ses composants ont été réalisés dans le style des places d'Espagne, telles que celles de Mérida et Trujillo et sont en harmonie.
Les bâtiments qui entourent la place sont de véritables œuvres d'architecture baroque coloniale; les arches de pierre et les toits d'argile rouge attirent le regard sous tous les angles.
C'est la seule Plaza Major au Pérou à avoir des portails constitués de colonnes de pierre et d'arcades, sur ses quatre côtés. Sur le périmètre de la place se trouvent de grandes maisons en pierres blanches, qui servent de siège aux principales institutions telles que la municipalité, la préfecture, la Cour supérieure de justice et les locaux de l'Université nationale de San Cristóbal de Huamanga.
Le monument qui se détache au centre de la place a été érigé en l'honneur du « grand maréchal d'Ayacucho » Antonio José de Sucre (1795-1830), entouré de boucliers bolivariens. Dans les années 1990, une rénovation a été effectuée et deux fontaines ajoutées sur les côtés est et ouest.

La Plaza Major au fil du temps.
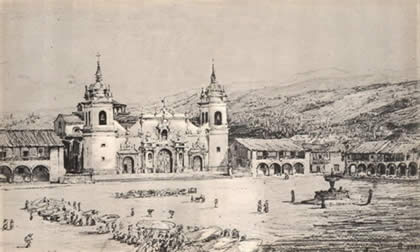
En 1847.
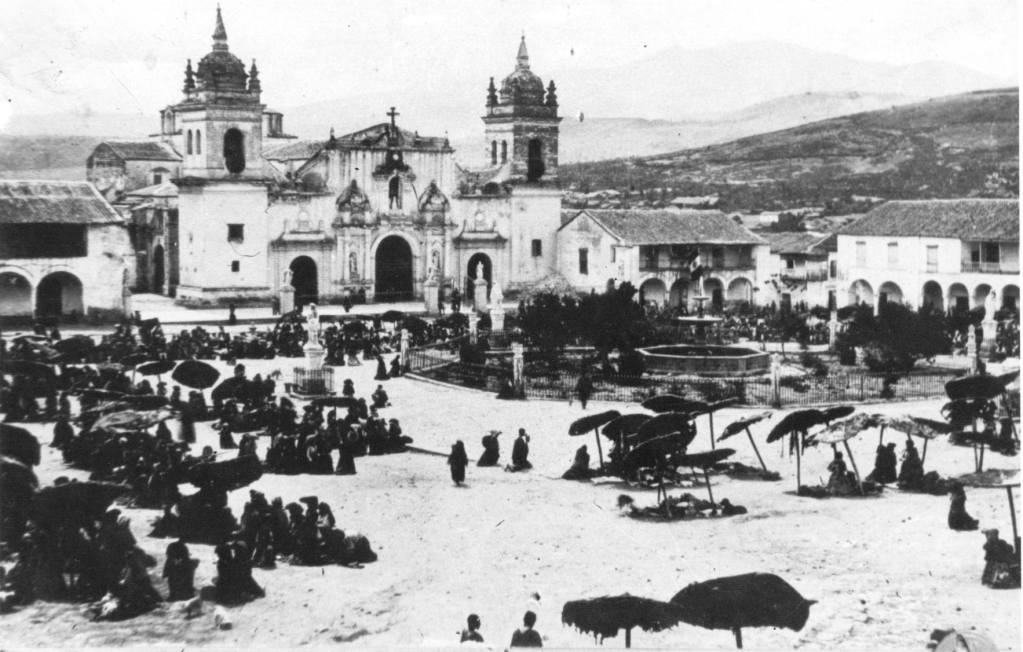
Vers 1900.
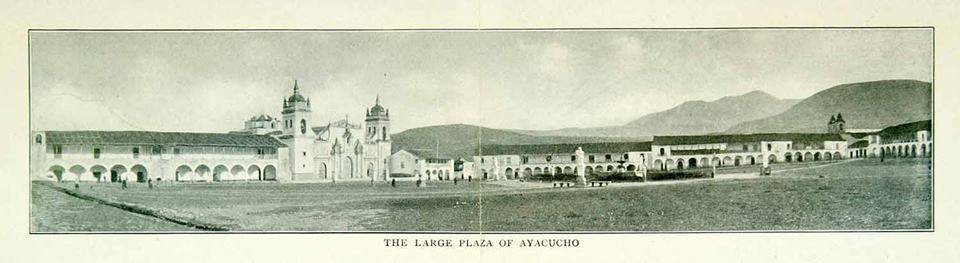
En 1910.
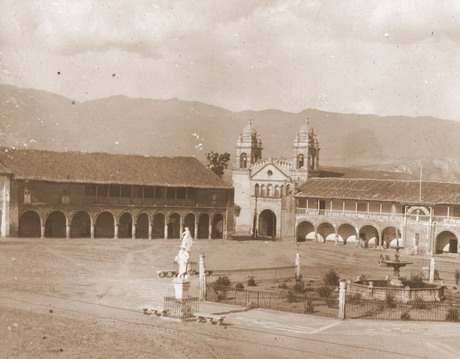
En 1920.
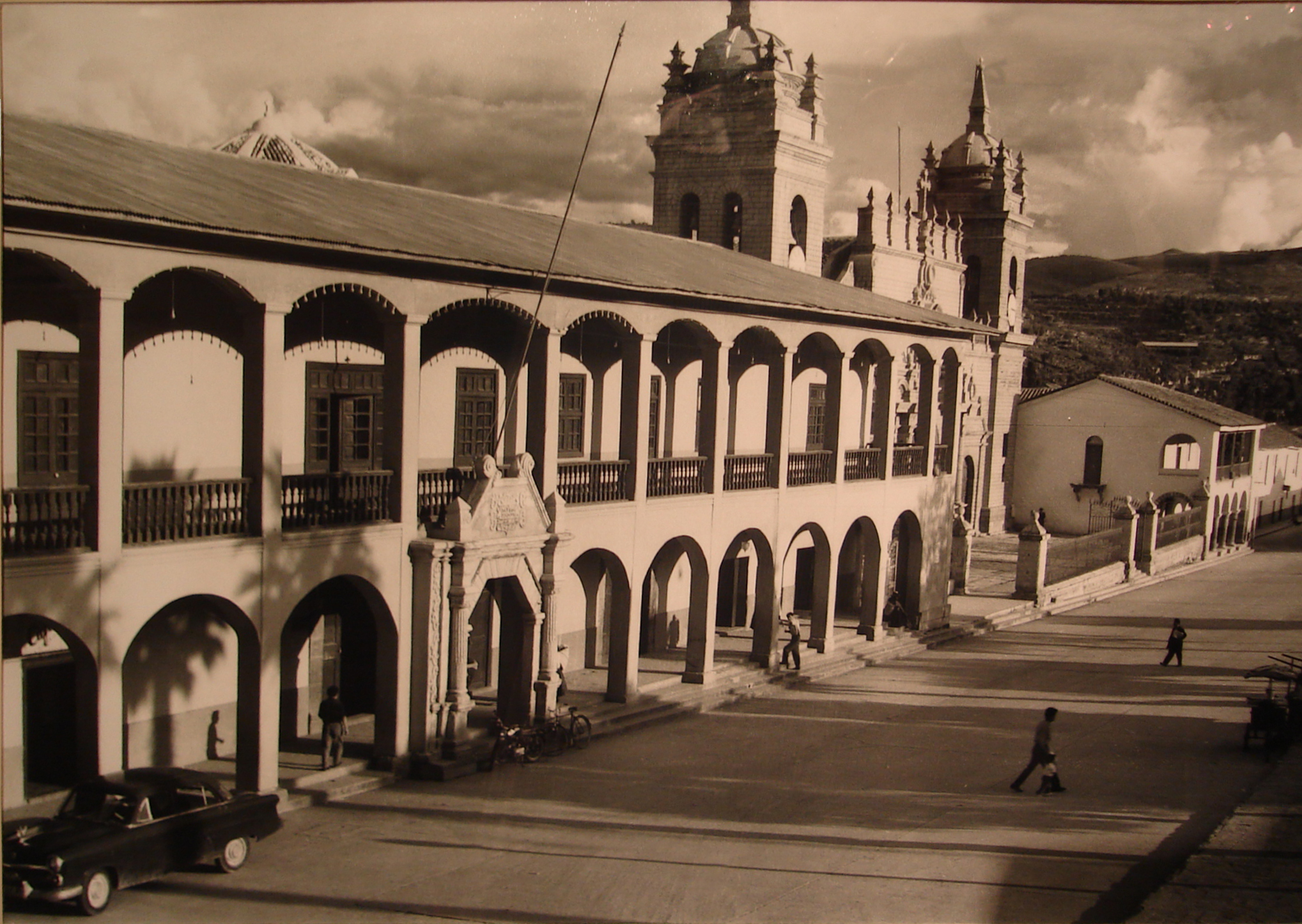
Vers 1945.
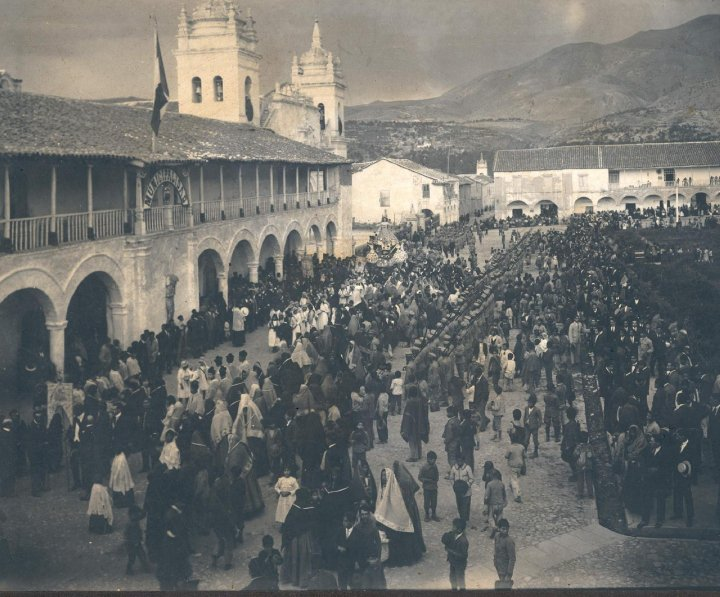
Vers 1960.

- Point de vue d'Acuchimay : Il est situé dans le quartier de Carmen Alto et on dit que c'était autrefois un volcan. On y trouve une statue du Christ Rédempteur, un petit colisée, un centre d'accueil, des points d'observation et des arcades, d'où l'on peut voir une grande partie de la ville. C'était le théâtre de la bataille d'Acuchimay (es) le 18 février 1882, remporté par le maréchal Andrés Avelino Cáceres (1833-1923) lors de la guerre du Pacifique.

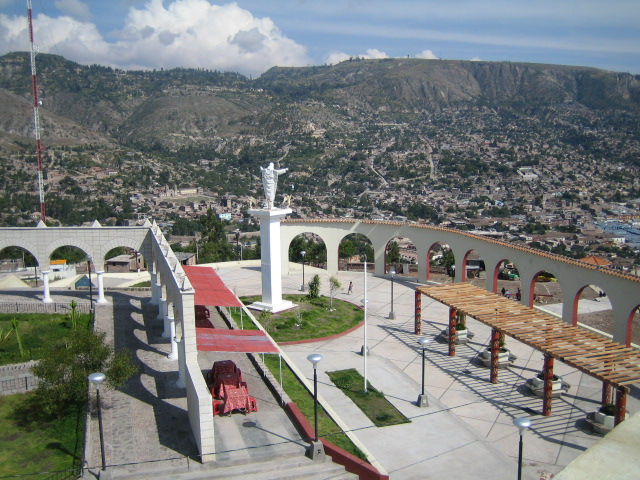
Acuchimay.

- Quartiers artisanaux de Santa Ana, Puca Cruz et Belén : Ils se caractérisent par leurs constructions aux murs en pierre sculptée et en adobe, avec des toits de tuiles. Dans ces zones se trouvent les ateliers et les maisons des plus grands maîtres de l'art populaire, qui expriment leur créativité à travers les sculptures sur pierre de Huamanga, les textiles, les retables, les ferblantiers, la maroquinerie et la sellerie pour les chevaux, entre autres.
- Alameda de Huamanga ou Valdelirios : Anciennement appelé Alameda de Santa Teresa et plus tard Alameda del Río. Cette promenade a été construite sous l'impulsion du préfet José María Frías entre 1833 et 1834, tandis que le maire Demetrio O'Higgins a ordonné la construction de la triple arcade, imitant l'Arc de Triomphe de Paris, qui est le point d'entrée de l'Alameda. Don Rufino Macedo, a ordonné la construction des arcs de chaux et de pierre, en hommage à l'indépendance de Huamanga et à la bataille d'Ayacucho. Plus tard, le site a été rénové par l'architecte Ernesto Gastelumendi dans les années 1960[53].
- Arc de Triomphe ou arc de Saint-François : Il a été construit en 1866 par Don Francisco Vargas, pour embellir la ville et comme entrée à l'Alameda de Santa Clara. Au départ, il était fait de pierre et d'argile. Plus tard, il a été remodelé en 1924 à l'occasion du centenaire de la bataille d'Ayacucho et il a été reconstruit comme un arc en plein cintre avec un couronnement de style néoclassique, qui lui a valu le surnom d'Arc de Triomphe.
- Point de vue de La Picota : C'est un belvédère naturel, situé sur la colline de La Picota, où se trouve La Cruz de la Paz (Croix de la Paix), à 3 km de la route Libertadores. De l'endroit, on peut voir toute la ville de Huamanga, avec ses quartiers traditionnels, ses églises, son relief, sa flore et son paysage.

### Sites proches

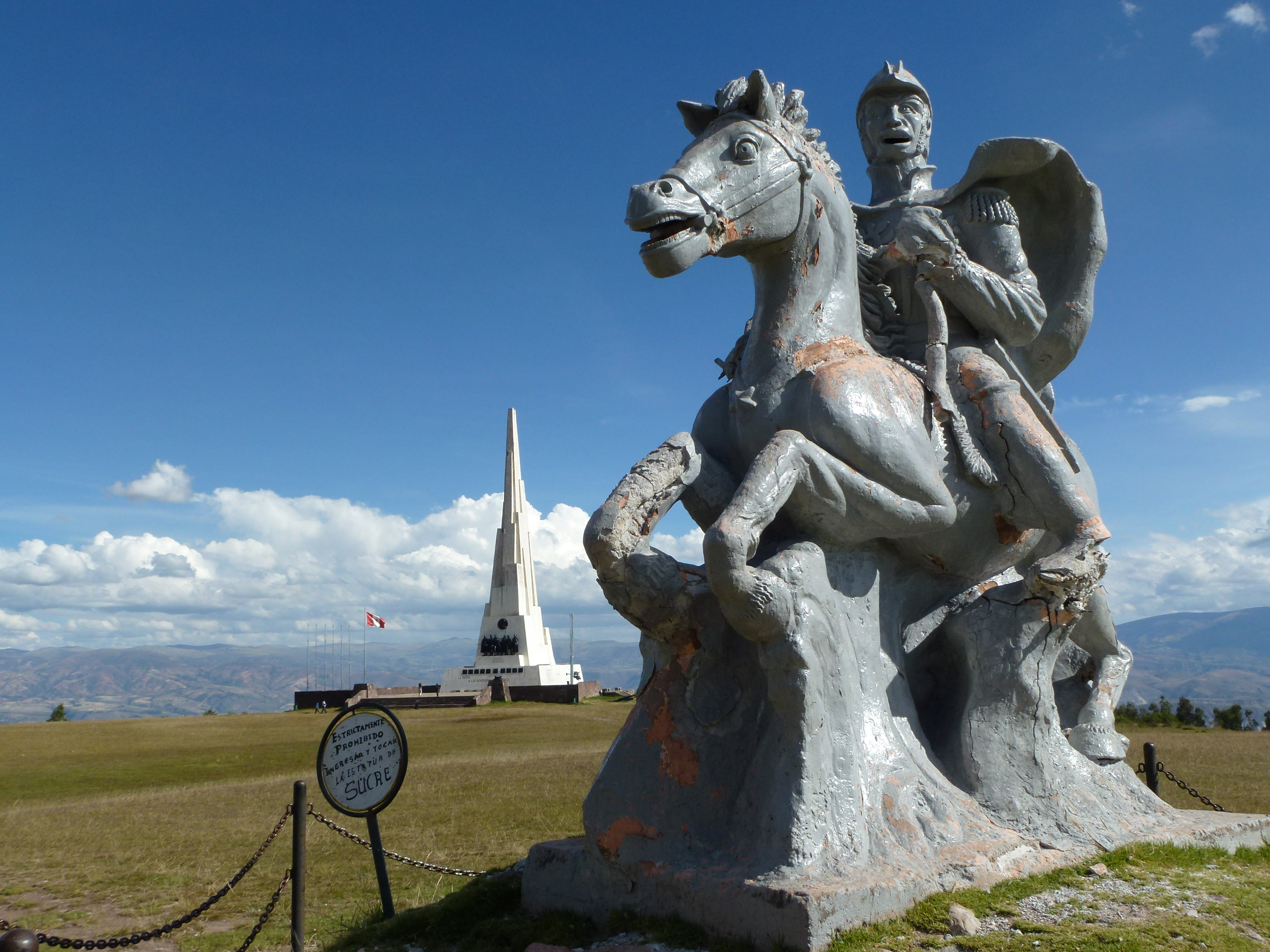
Statue de José de Sucre sur le site historique de la "Pampa de Ayacucho".

- Sanctuaire historique de la Pampa de Quinua : Situé dans le village pittoresque et bucolique de potiers et d'agriculteurs de Quinua, à 32 km de la ville d'Ayacucho, où s'est déroulée la bataille d'Ayacucho le 9 décembre 1824. En commémoration, un obélisque de 44 m de haut a été érigé. À l'occasion de son anniversaire, les moments de cette bataille sont mis en scène avec réalisme, rassemblant des centaines de personnes[54]. Dans le quartier de la Plaza de Armas, se trouve la maison où a été signée la capitulation d'Ayacucho, actuel musée du site. À Quinua, il existe un centre d'artisanat de la céramique et un lac à 4 200 m d'altitude avec des lamas et des vigognes en liberté.
- Complexe archéologique de Huari : Situé à 20 km de la ville sur la route de Quinua, à 2 830 m, c'était un complexe urbain pré-inca, où se trouvait la capitale du premier empire andin: l'empire Huari. Selon Lumbreras, elle abritait une population de 50 000 habitants. C'est l'un des plus grands centres urbains du Pérou ancien qui occupe une superficie d'environ 2 000 hectares. Les bâtiments principaux sont concentrés dans le noyau central. Le complexe est divisé en « quartiers » constitués de bâtiments en pierre et en adobe. Le site dispose actuellement d'un service de guide et d'un musée.

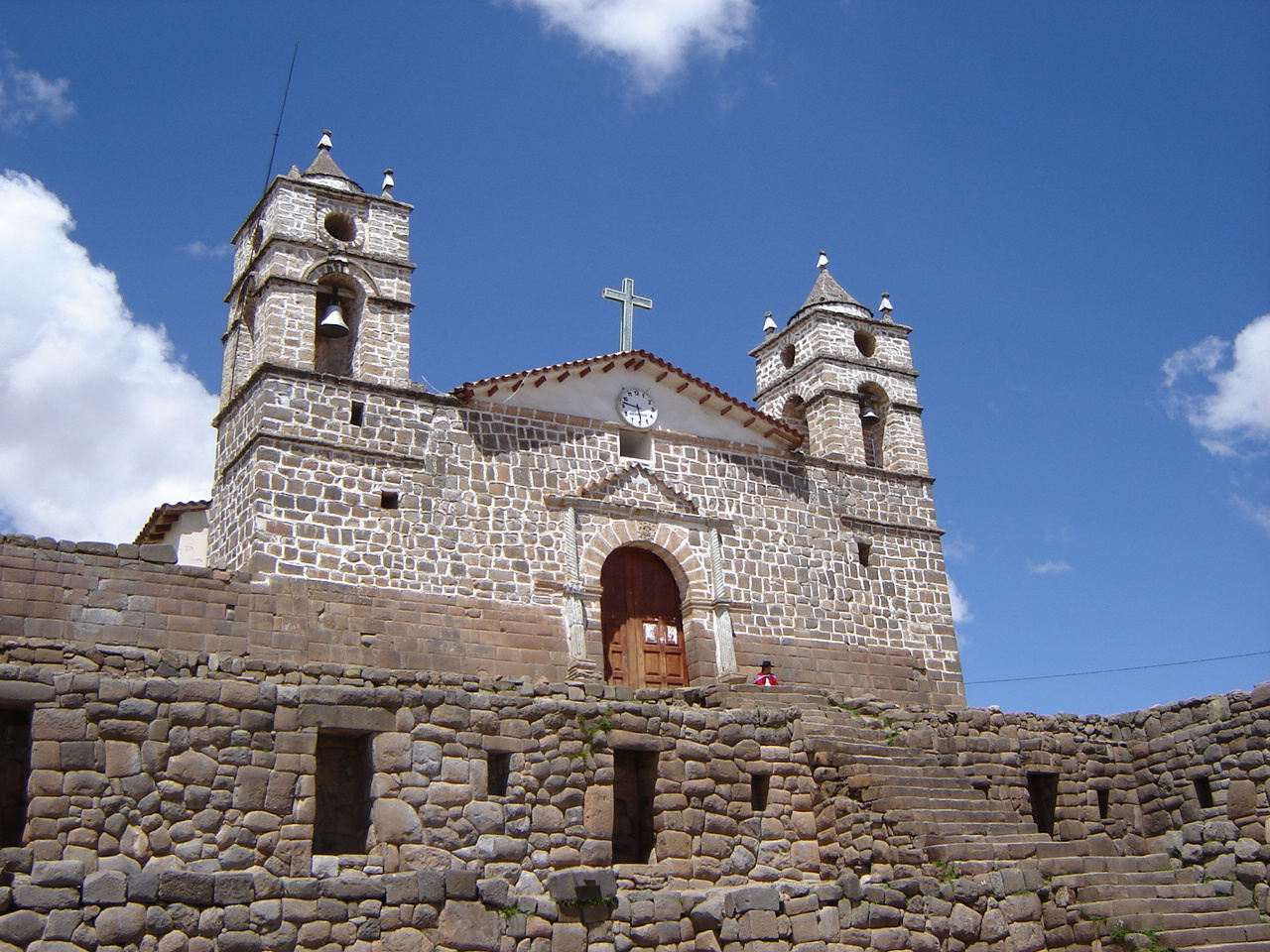
Cathédrale et temple du soleil à Vilcashuaman.

- Grotte de Pikimachay : Le site paléolithique de Pikimachay est à 200 m du km 24 de la route Ayacucho - Huanta. Des fouilles ont révélé des preuves - datant d'au moins 12 000 avant J.C. - d'une des plus anciennes présences humaines au Pérou et en Amérique du Sud.

- Complexe archéologique de Vilcashuamán : Cette ville inca se trouve à 118 km au sud-est d'Ayacucho à 3 150 m d'altitude. Elle aurait été fondée par Pachacutec et est considéré comme l'un des centres administratifs les plus importants de Tahuantinsuyo[19].

## Économie

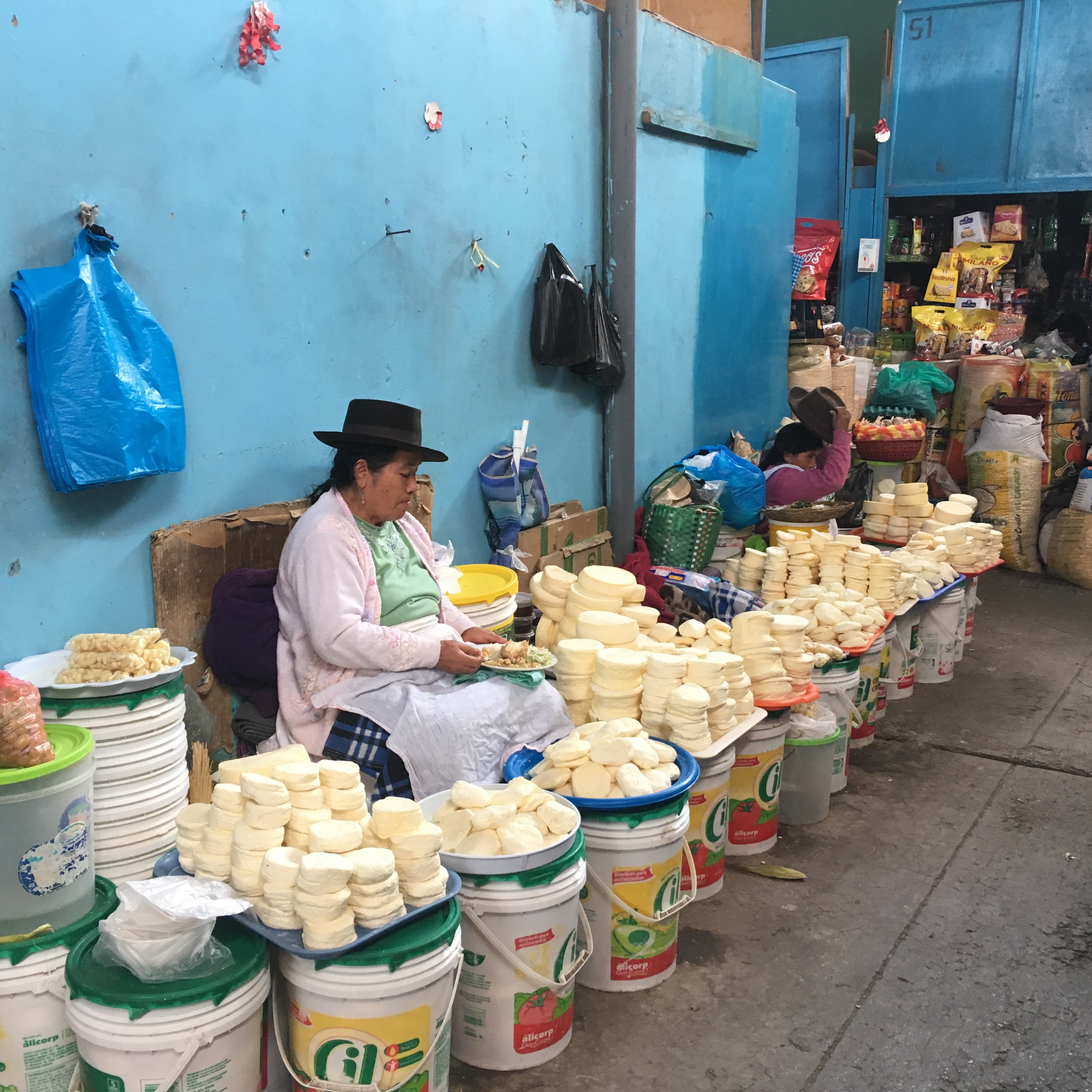
Un étal, au marché de la Magdalena.

Les données de 2006 indiquent qu'Ayacucho a contribué à l'économie du Pérou pour 1 % de la valeur ajoutée brute (VAB) nationale, maintenant sa participation par rapport à ce qui avait été enregistré sur la base de l'année 1994.
La dynamique de l'économie est essentiellement influencée par le comportement des secteurs agricoles, des services gouvernementaux, des commerces et autres services, ainsi que de la construction.
La ville abrite l'essentiel du secteur tertiaire de tout le département, ce qui représente 52 % de sa VAB, avec respectivement 17,4 % pour les services gouvernementaux, 15,7 % pour le commerce et 12,4 % pour les autres services.
La ville possède deux marchés principaux: le marché Magdalena dans le quartier du même nom et le marché Carlos F. Vivanco, appelé marché central, dans le centre historique de la ville.

### Communications et transports

#### Réseau routier
La ville d'Ayacucho est un nœud de connexion à différentes routes nationales et dispose de deux terminaux terrestres passagers.
| Destination  | Trajet                                                       | Distance | Temps de trajet (auto) |
| ------------ | ------------------------------------------------------------ | -------- | ---------------------- |
| Lima         | Panaméricaine Sud (1S), Route "Libertadores" (28A)           | 560 km   | 8 h 30                 |
| Abancay      | Longitudinal de la Sierra Sur (3S)                           | 390 km   | 8 h                    |
| Arequipa     | Route de Puquio par Querobamba (32A), Panaméricaine Sud (1S) | 580 km   | 12 h 30                |
| Cuzco        | Longitudinal de la Sierra Sur (3S)                           | 596 km   | 8 h 30                 |
| Ica          | Panaméricaine Sud (1S), Route "Libertadores" (28A)           | 332 km   | 7 h 30                 |
| Huancavelica | Route Rumichaca (26B)                                        | 203 km   | 5 h                    |
| Huancayo     | Longitudinal de la Sierra Sur par Churcampa (3S)             | 260 km   | 6 h                    |

| Ville         | Province                         | Distance (km) | Temps de trajet | Trajet                  |
| ------------- | -------------------------------- | ------------- | --------------- | ----------------------- |
| Cangallo      | Province de Cangallo             | 100           | 2 h 30          |                         |
| Huanca Sancos | Province de Huanca Sancos        | 202           | 7 h             | par Huancaraylla-Carapo |
| Huanta        | Province de Huanta               | 48            | 0 h 45          |                         |
| San Miguel    | Province de La Mar               | 96            | 3 h             |                         |
| Puquio        | Province de Lucanas              | 870           | 10 h            | Route "Libertadores"    |
| Cora Cora     | Province de Parinacochas         | 810           | 13 h            | Route "Libertadores"    |
| Pausa         | Province de Paucar del Sara Sara | 930           | 16 h            | Route "Libertadores"    |
| Querobamba    | Province de Sucre                | 214           | 9 h             |                         |
| Huancapi      | Province de Víctor Fajardo       | 124           | 4 h 30          |                         |
| Vilcashuaman  | Province de Vilcas Huamán        | 118           | 3 h             |                         |

#### Transports publics
Ayacucho dispose de 13 lignes de transports publics avec peu d'interconnexion entre elles. La gestion des transports est chargée de la direction des transports de la municipalité provinciale de Huamanga. Il n'y a pas de pistes cyclables exclusives.

#### Transport aérien
L'aéroport « Colonel FAP Alfredo Mendivil Duarte » (Code IATA : AYP), reçoit des vols commerciaux quotidiens en provenance de Lima (aéroport international Jorge Chávez) via trois compagnies aériennes. La durée moyenne du vol est de 50 min.
- LAN Perú exploite des Airbus A319
- Star Perú exploite des BAe 146-100 / BAe 146-200 / BAe 146-300
- LC Perú exploite des Bombardier Q400

À Pâques, la municipalité de Huamanga présente régulièrement des groupes de musique et de danse représentatifs pour recevoir les passagers à l'aérogare.

### Média régionaux
Quotidiens : « La voz de Ayacucho », journal de la ville, « Diario Correo », édition Ayacucho, journal du groupe EPENSA, « Diario Jornada », « Diario de la calle », « El Hocicón ».
Magazines : « con Sentido », « Antauro ».
Radios : Les stations locales suivantes peuvent être captées :
- 89.9 FM: Modamix Radio
- 90.5 FM: Antena Sur
- 92.1 FM: Satélite FM
- 95.3 FM: Radio Estación Wari
- 96.1 FM: Cinética Radio
- 96.7 FM: Radio La Poderosa
- 99.3 FM: Atlantis radio
- 101.7 FM: Radio Melody
- 103.3 FM: Radio Sudamericana
- 104.1 FM: Radi Chasqui
- 104.5 FM: Radio Fiesta
- 104.9 FM: Super stereo
- 106.1 FM: Radio Americana
- 107.3 FM: Radio Estilo 21

Les stations nationales telles que RPP, Panamericana, Studio 92, La voz, Radio Nacional, Radio Capital, Radio Exitosa, Radio Corazón, Radio la Inforgettable sont également reçues.
Télévision : La ville a les chaînes locales suivantes :
- Canal 11: Yumi televisión
- Canal 23: Cordillerana TV
- Canal 25: Canal 25
- Canal 47: Atlantis TV
- Ayatelca (Ayacucho Televisión)

## Services publics

### Éducation

#### Enseignement primaire et secondaire
- Écoles « Maréchal Andrés Avelino Cáceres » et « San Ramón », écoles publiques, anciennement Grandes unités scolaires (GUE).
- Collège « Nuestra Señora de las Mercedes ». Collège d'État de filles.
- Collège salésien Don Bosco. École particulière paroissiale pour hommes, de la Congrégation des Salésiens de Don Bosco.
- École « Maria Auxiliadora ». Collège particulier paroissial des femmes, de la Congrégation Filles de Marie Auxiliatrices.
- École « Notre-Dame de Fatima ». Université d'État.
- École « San Antonio de Huamanga ». École privée paroissiale mixte, de l'ordre franciscain.
- Collège « Maria Parado de Bellido ». Collège public de filles.
- École « Luis Carranza ».

#### Enseignement supérieur
Depuis 1967, la ville dispose également d'un établissement d'enseignement supérieur de musique, l'école de musique « Condorcunca », qui délivre des diplômes universitaires et des diplômes professionnels au niveau national, ainsi qu'un établissement supérieur d'enseignement des arts plastiques: l'école de formation artistique publique « Felipe Guamán Poma de Ayala ».
En 2010, a été fondée l'Université d'Ayacucho « Federico Froebel ».

#### Université Nationale de San Cristóbal de Huamanga
Deuxième université constituée au Pérou, elle a été fondée le 3 juillet 1677 par l'illustre évêque du diocèse de Huamanga, Cristóbal de Castilla y Zamora (1618-1683). La fondation comme université royale et pontificale, a été approuvée le 21 décembre 1680 par le roi Charles II d'Espagne.

### Santé
Étant la capitale administrative et économique du département, la ville possède un grand nombre de centres de santé publics et privés. Les 2 établissements publics principaux sont l'hôpital de Huamanga, dans le quartier de San Juan Bautista et le Centre médical « Maréchal Llerena », dans le quartier Libertad.

### Sports

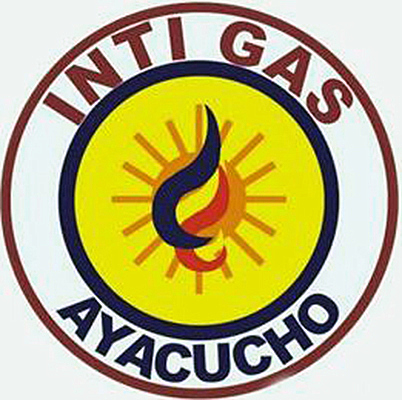
Blason du club de football.

La ville d'Ayacucho a une équipe de football et une de basket-ball de district qui s'entraîne au complexe sportif « Ciudad de Caracas ».
L'une des équipes représentatives est le Ayacucho Fútbol Club (anciennement connu sous le nom d'Inti Gas Deportes), qui joue en première division nationale et s'entraîne au stade « Ciudad de Cumaná ».

## Personnalités liées à la ville
- Gaspar de Munibe y Tello (1711-1793), aristocrate et fonctionnaire colonial espagnol.
- Andrés Avelino Cáceres (1833-1923), né à Ayacucho, président du Pérou (1886–1890) et (1894–1895)
- María Parado de Bellido (1777-1822), née à Ayacucho, héroïne de l'indépendance.
- Efraín Morote Best (es) (1921-1989), né à Ayacucho, anthropologue et recteur d'université.
- Luis Guillermo Lumbreras (es), né à Ayacucho en 1936, archéologue.
- Juan de Mata Peralta (es) (1916-1997), né à Ayacucho, enseignant et écrivain. Auteur des traditions de Huamanga.
- Joaquín López Antay (es) (1897-1981), né à Ayacucho, artiste de retables renommé, Prix national de la culture 1976.
- Patricia de Souza, née à Ayacucho en 1964, décédée en Nouvelle-Aquitaine (France) en 2019, écrivaine et blogueuse.
- Edwin Donayre, né à Ayacucho en 1952, commandant en chef de l'Armée de terre péruvienne de 2006 à 2008.
- Le groupe de musique Uchpa est originaire d'Ayacucho.
- Augusto Polo Campos (es) (1932-2018), compositeur de musique créole.
- Raúl García Zárate (es) (1931-2017), avocat et guitariste de concert.
- Máximo Damián Huamaní (es) (1936-2015), violoniste.